# Liste geflügelter Worte/H

## Hab ich den Markt und die Straßen doch nie so einsam gesehen.

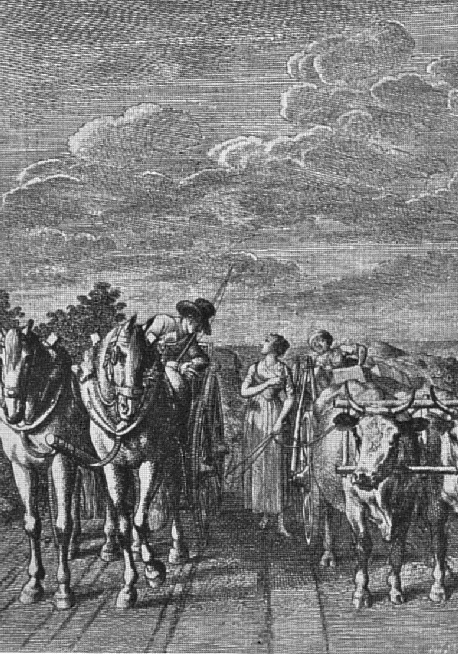
Daniel Chodowiecki: Hermann begegnet Dorothea im Flüchtlingstreck

Bei diesen Worten handelt es sich um die Anfangszeile von Goethes Epos Hermann und Dorothea. Dort wird zu Beginn erzählt, dass fast alle Bewohner der Stadt sich neugierig einen Flüchtlingszug ansehen, der in der Nähe des Ortes vorbeizieht. Die Wirtsgattin Lieschen schickt ihren Sohn Hermann mit Gaben für die Notleidenden:
„Hab ich den Markt und die Straßen doch nie so einsam gesehen!
Ist doch die Stadt wie gekehrt! wie ausgestorben! Nicht funfzig,
Deucht mir, blieben zurück von allen unsern Bewohnern.
Was die Neugier nicht tut! So rennt und läuft nun ein jeder,
Um den traurigen Zug der armen Vertriebnen zu sehen.“

## Hab ich doch meine Freude dran!

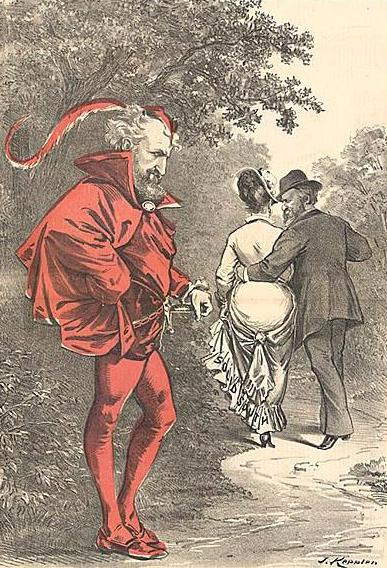
Joseph Keppler: Conkling als Mephistopheles

Diese höhnische Antwort erhält Faust von Mephisto in Goethes Theaterstück Faust I. Mephisto freut sich über die Verstricktheit Fausts in seine Liebe zu Gretchen und kommentiert den Gang der Ereignisse mit diesen zynischen Worten:
Mephistopheles:
„Und die Physiognomie versteht sie meisterlich.
In meiner Gegenwart wird’s ihr, sie weiß nicht wie,
Mein Mäskchen da weissagt verborgnen Sinn;
Sie fühlt, daß ich ganz sicher ein Genie,
Vielleicht wohl gar der Teufel bin.
Nun, heute nacht –?“
Faust:
„Was geht dich’s an?“
Mephistopheles:
„Hab’ ich doch meine Freude dran!“
Mephisto verhöhnt Fausts Doppelmoral. Werde er bei Gretchen nicht bald Versprechungen von ewiger Liebe abgeben, die er nicht einhalten könne?

## Hab ich nur deine Liebe, die Treue brauch ich nicht.
Dies sind die beiden Anfangszeilen des Liedes von Fiametta, der Geliebten der Titelgestalt aus Franz von Suppés Operette Boccaccio:
„Hab ich nur deine Liebe,
Die Treue brauch’ ich nicht,
Die Liebe ist die Knospe nur,
Aus der die Treue bricht.“

## Hab Sonne im Herzen!

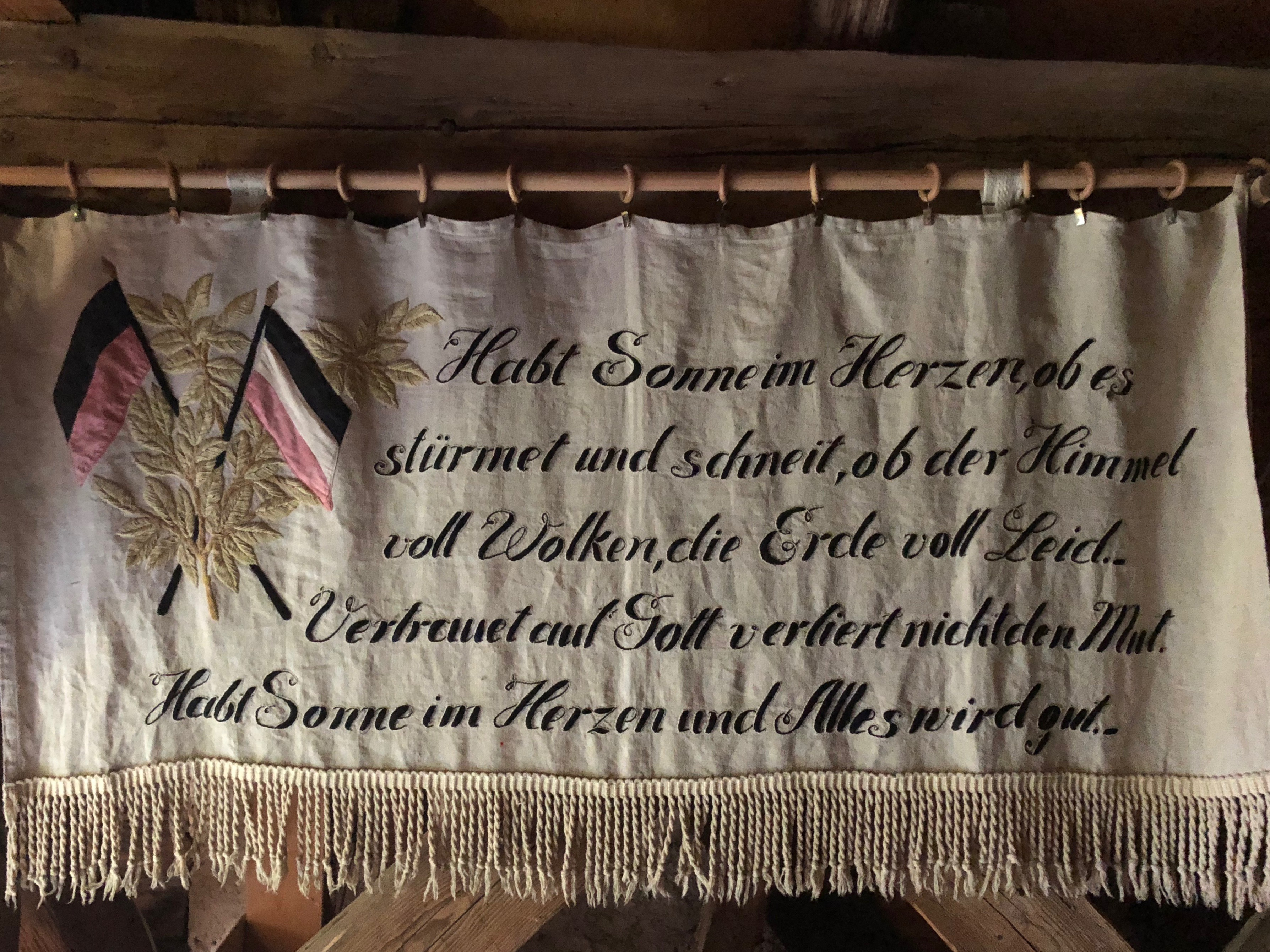
Version von „Hab Sonne im Herzen“ auf einem Wandbehang

Die Aufforderung „Hab Sonne im Herzen!“ ist der Anfang eines Gedichts aus dem viel gelesenen Buch Aus den Lehr- und Wanderjahren des Lebens des Schriftstellers Cäsar Flaischlen. Die Anfangszeilen des Gedichts Hab Sonne …, das nach der Melodie von Der Mai ist gekommen gesungen wird, wird als Ermunterung zu positiver Lebenseinstellung auch heute noch zitiert:
Hab Sonne im Herzen

obs stürmt oder schneit,

ob der Himmel voll Wolken,

die Erde voll Streit!
Die erste Zeile wurde auch zum Titel eines Spielfilms, der 1952 mit Liselotte Pulver gedreht wurde.

## Habe nun, ach!
Mit diesen Worten beginnt nach drei Prologen die eigentliche Handlung von Goethes Drama Faust I:
Habe nun, ach! Philosophie,
Juristerei und Medizin,
Und leider auch Theologie
Durchaus studiert, mit heißem Bemühn.
Da steh ich nun, ich armer Tor!
Und bin so klug als wie zuvor[.]
Sie werden gerne im ursprünglichen Sinn des bedauernden Ausrufs zitiert.

## Habeas corpus.
Mit Habeas corpus (lateinisch: „du sollst den Körper haben“) wurden im Mittelalter in England die rechtlich nicht beschränkten königlichen Haftbefehle eingeleitet. Die Haftbefehle begannen je nach Haftgrund mit den Worten:
- habeas corpus ad subjiciendum – man kann die Person festhalten, um sie zum Gegenstand (einer Befragung, einer Anklage) zu machen
- habeas corpus ad testificandum – man kann die Person festhalten, um ein Zeugnis zu erlangen

In England missbrauchte Karl I. dieses Instrument, indem er von wohlhabenden Bürgern Zahlungen erpresste mit der Androhung, sie bei Verweigerung der Zahlungen einsperren zu lassen.
Heute versteht man unter Habeas corpus meist die Einschränkungen dieses Rechtes. Diese Einschränkung erfolgte in England durch ein Gesetz aus dem Jahre 1679, das die Bezeichnung Habeas Corpus Amendment Act trägt. Es wird umgangssprachlich auch als Habeas Corpus Act bezeichnet, im Deutschen daher oft fehlerhaft: „Habeas-Corpus-Akte“.
Die Europäische Menschenrechtskonvention stuft das Recht auf Schutz vor willkürlicher Inhaftierung in Artikel 5 als Menschenrecht ein.

## Habemus Papam.

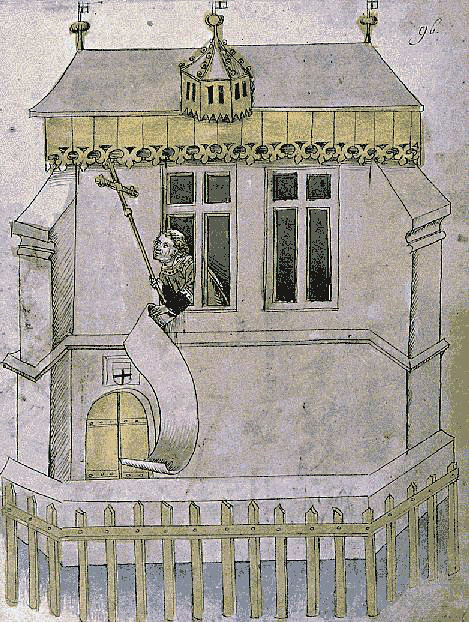
Habemus Papam, 1415

Einem kirchlichen Ritus entsprechend wird nach einer Papstwahl mit der lateinischen Formel Habemus Papam auch heute noch der neue Papst durch den Kardinalprotodiakon der Öffentlichkeit präsentiert. Die vollständige, seit dem 15. Jahrhundert schriftlich überlieferte Formel lautet:
„Annuntio vobis gaudium magnum: habemus Papam. Eminentissimum ac reverendissimum dominum, Dominum (Vorname des Papstes), Sanctae Romanae Ecclesiae cardinalem (Nachname des Papstes), qui sibi nomen imposuit (Papstname).“
„Ich verkündige euch große Freude: Wir haben einen Papst! Den herausragendsten und hochwürdigsten Herrn, Herrn [Vorname], der Heiligen Römischen Kirche Kardinal [Nachname], welcher sich den Namen [Papstname] gegeben hat.“
Mit dem Ruf wird vor der Außenloggia der Peterskirche den Wartenden die vollzogene Papstwahl bekannt gegeben.
„Habemus Satan“ war eine zynische Anmerkung zu der Wahl des CSU-Vorsitzenden Franz Josef Strauß zum Kanzlerkandidaten der Unionsparteien im Jahr 1980.

## Haben und Nichthaben
Haben und Nichthaben (englisch: To have and have not) ist der Titel eines Romans von Ernest Hemingway. In dem Roman versucht ein mittelloser Bootsverleiher, mit skrupellosen Methoden der Reichen sein Geld zu verdienen und kommt schließlich bei einer Schießerei ums Leben. Möglicherweise bezieht sich der Titel auf eine Stelle im 20. Kapitel von Miguel de Cervantes’ Roman Don Quichotte, wo es auf Spanisch heißt:
„Dos linages sólos hay en el munde, como decia une abuela que son el tenir y el no tenir.“
„Es gibt nur zwei Familien auf der Welt, wie eine meiner Großmütter sagte, die Habenden und die Nichthabenden.“

## Habent sua fata libelli.

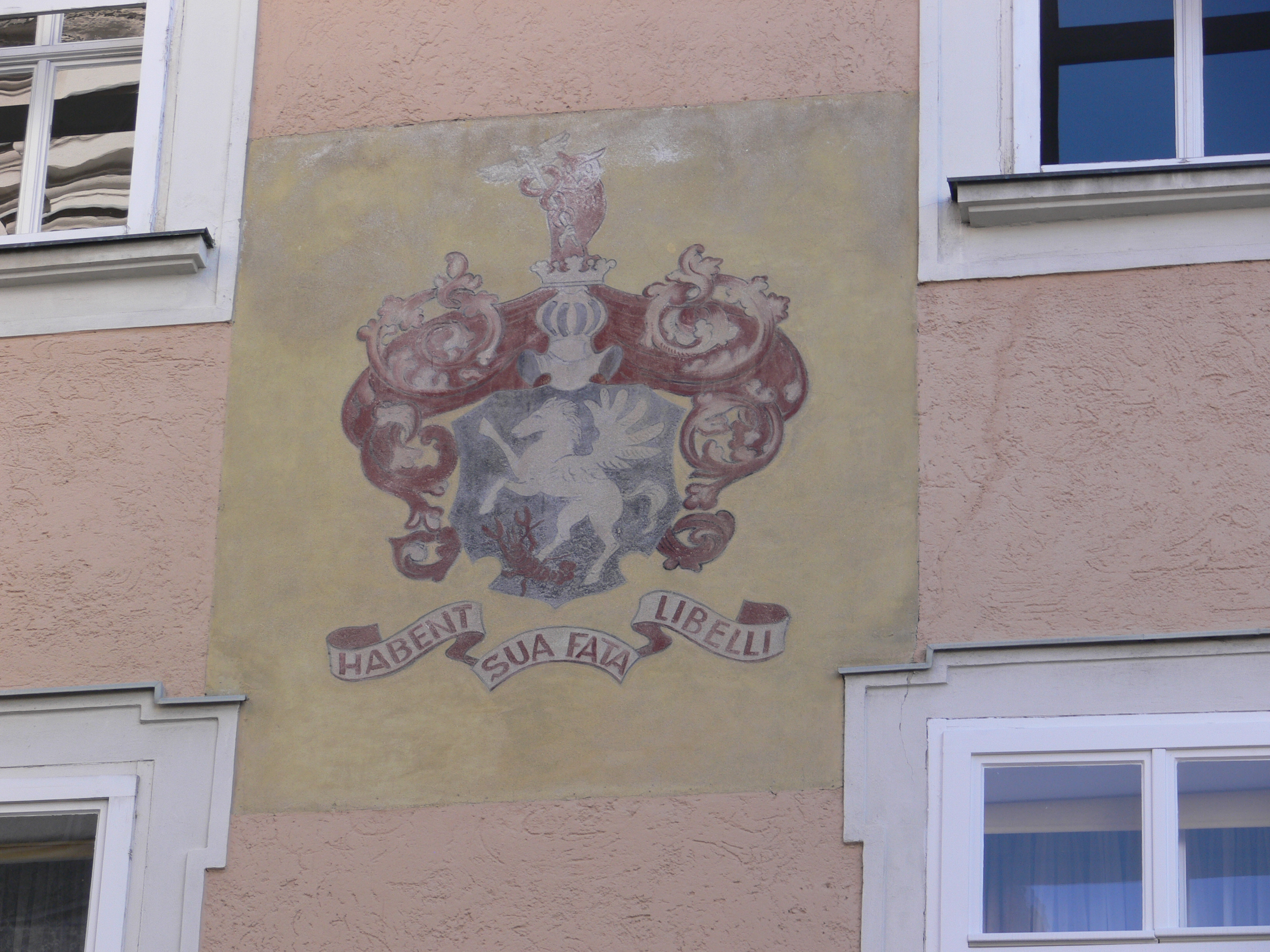
Wappen mit dem Motto Habent sua fata libelli an der Fassade der Buchhandlung Höllrigl in Salzburg

Das lateinische Zitat Habent sua fata libelli stammt aus einem Lehrgedicht über die Artikulation der Buchstaben des antiken Grammatikers Terentianus Maurus, der so lautet:
„Pro captu lectoris (habent) sua fata libelli.“
„Je nach der Aufnahme durch den Leser haben die kleinen Büchlein ihre Schicksale.“
Der Medienphilosoph Vilém Flusser schreibt in der Neuen Zürcher Zeitung Über das Schicksal von Büchern:
„Der Autor wagte nicht, sich gegen die Vergewaltigung seines Textes zur Wehr zu setzen, um die Veröffentlichung nicht in letzter Minute in Frage zu stellen, litt aber unter jedem Eingriff wie unter einem Schlage des Schicksals: habent sua fata libelli, Bücher haben ihre Schicksale.“
Mit dem Zitat wird auf die bisweilen sehr bewegte Rezeption literarischer Werke hingewiesen:
- „Untersuchung der Wahrheit der These ‚habent sua fata libelli‘ in einem Teil einer bibliothekswissenschaftlicher Sammlung“[9]

Es gibt aber auch Varianten des Spruchs:
- „Habent sua fata bibliothecae“ (Bibliotheken haben ihre Schicksale.)
- „Habent sua fata libelli – wenn Bücher schon Schicksale haben, wie dann erst Schiffe.“
- „Habent sua fata campanae – Glocken haben ihre Schicksale.“

## Haie und kleine Fische
Haie und kleine Fische ist der Titel eines 1956 erschienenen Romans von Wolfgang Ott, in dem der U-Boot-Krieg dargestellt wird.
Große Haie – Kleine Fische ist ein computeranimierter Film, der im Oktober 2004 in die Kinos kam.
Der durch das Buch und seine Verfilmung populär gewordene Titel wurde bald dazu verwendet, die Verhältnisse von Herrschenden und Beherrschten zu charakterisieren:
- „Haie und kleine Fische – Im Netz floriert der Handel mit Privatkrediten.“
- „Zwei Übernahmen: Große Haie und kleine Fische unter sich“

## Hakuna Matata
Hakuna Matata ist ein Spruch aus der ostafrikanischen Sprache Swahili, der wörtlich übersetzt „Es gibt keine“ (hakuna) „Probleme“ (matata) heißt.
Der Spruch ist besonders durch den Walt-Disney-Zeichentrickfilm Der König der Löwen berühmt geworden. Hakuna Matata ist der Titel eines Liedes, das im Film und auch in dem darauf basierenden Musical von den Figuren Timon und Pumbaa vorgetragen wird.

## Halb zog sie ihn, halb sank er hin.
Diese Worte stammen aus der vorletzten Zeile der Ballade Der Fischer von Johann Wolfgang von Goethe. Darin wird von einem Fischer erzählt, der sich von den Worten und Gesängen einer aus dem Wasser auftauchenden Nixe so betören lässt, dass er ihr am Ende ins Wasser folgt:
„Das Wasser rauscht’, das Wasser schwoll,
Netzt’ ihm den nackten Fuß;
Sein Herz wuchs ihm so sehnsuchtsvoll
Wie bei der Liebsten Gruß.
Sie sprach zu ihm, sie sang zu ihm;
Da war’s um ihn geschehn;
Halb zog sie ihn, halb sank er hin
Und ward nicht mehr gesehn.“
Man verwendet dieses Zitat gelegentlich, wenn man kommentieren will, dass sich jemand nur zögernd dazu entschließt, eine bestimmte Beziehung einzugehen.
Das Zitat findet sich auch in einem Artikel über die Schwänin Petra in Münster, die aufgrund ihrer Zuneigung zu einem weißen Tretboot in Schwanenform Aufmerksamkeit erregte:
„Halb zog sie ihn, halb sank er hin – doch ganz schnell gab Zoodirektor Jörg Adler Münsters Schwänin Petra frei, als die schwarze Dame wild flatternd in Richtung Tretboot-Schwan stürzte.“
Persifliert wird gerne formuliert:
„Halb zog sie ihn, halb er sie aus…“

## Half ihm doch kein Weh und Ach.
Dieses Zitat stammt aus Goethes Volkslied Heidenröslein, dessen dritte Strophe so lautet:
„Und der wilde Knabe brach
’s Röslein auf der Heiden;
Röslein wehrte sich und stach,
Half ihm doch kein Weh und Ach,
Musst es eben leiden.
Röslein, Röslein, Röslein rot,
 Röslein auf der Heiden.“

## Hallo Herr Kaiser!
Mit diesem Werbeslogan präsentierte sich der fiktive Günter Kaiser als kompetenter Berater im direkten Dialog mit dem Zuschauer und erklärte aktuelle Versicherungs- und Vorsorgethemen, um anschließend Lösungsvorschläge der Hamburg-Mannheimer aufzuzeigen. Die Spots hatten einen hohen Bekanntheitsgrad. „Über die Jahre wurde so aus dem 'Hallo, Herr Kaiser' ein geflügeltes Wort.“

## Hals- und Beinbruch
Eine Verballhornung des jiddischen Ausdrucks hatslokhe u brokhe, der als Glück- und Segenswunsch benutzt wurde, mit der Bedeutung Erfolg und Segen, führte möglicherweise zum geflügelten Wort Hals- und Beinbruch.

## Halt, mein Freund! Wer wird denn gleich in die Luft gehen?
Dies war der Spruch des HB-Männchens, einer Zeichentrickfigur, mit der die Zigarettenmarke HB beworben wurde. Das HB-Männchen ist eine der bekanntesten Werbefiguren in der Geschichte des deutschen Werbefernsehens.
Die Werbefilme in Kino und Fernsehen liefen stets nach demselben Schema ab: Es wurden Alltagssituationen dargestellt, in denen immer etwas schieflief, worauf das Männchen Bruno sich aufregte, mit unverständlicher Sprache tobte und „in die Luft ging“. Der daraufhin folgende Slogan – aus dem Off mit besänftigender Stimme gesprochen – lautete:
„Halt, mein Freund! Wer wird denn gleich in die Luft gehen? Greife lieber zur HB!“
Dann schwebte das HB-Männchen gutgelaunt zum Boden zurück, begleitet von der Stimme:
„Dann geht alles wie von selbst.“
Der Werbeslogan wird aber auch anders zitiert:
- „Heißluftballons: Wer wird denn gleich in die Luft gehen.“

## Hand Gottes

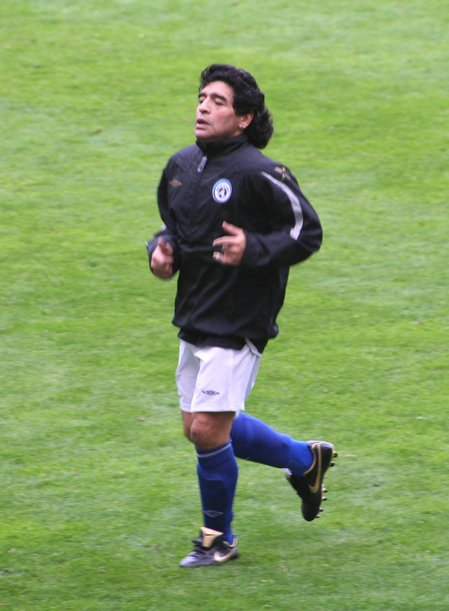
Diego Maradona, 2006

Die Hand Gottes (spanisch: la mano de Dios) bezeichnet eine Situation während der Fußball-Weltmeisterschaft 1986, in der der argentinische Fußballspieler Diego Maradona beim Viertelfinalspiel gegen England seine Hand zu Hilfe nahm, um ein irreguläres Tor zu erzielen. Den Ausdruck prägte Maradona selbst, als er nach dem Spiel keine Reue zeigte und vor laufenden Kameras sagte:
„un poco con la cabeza de Maradona y un poco con la mano de Dios“
„ein bisschen mit Maradonas Kopf und ein bisschen mit der Hand Gottes“
Der englische Torhüter Peter Shilton eilte aus dem Tor, um einen hohen Ball aufzunehmen. Gleichzeitig sprang Maradona in die Luft und lenkte dabei den Ball mit seiner linken Hand am Torhüter vorbei ins Tor. Die Fernsehbilder belegten eindeutig, dass Maradona den Ball mit der Hand gespielt hatte. Die Proteste der englischen Spieler beim tunesischen Schiedsrichter Ali Ben Naceur nutzten nichts. England verlor das Spiel mit 2:1, Argentinien konnte im Finale Deutschland besiegen und wurde zum zweiten Mal Fußballweltmeister.
Erst im Jahr 2005 gab Maradona zu, den Ball wirklich mit der Hand gespielt zu haben. In seiner Autobiografie drückte es Maradona folgendermaßen aus:
„Ahora sí puedo contar lo que en aquel momento no podía, lo que en aquel momento definí como ‚La mano de Dios‘… Qué mano de Dios, ¡fue la mano del Diego! Y fue como robarle la billetera a los ingleses también…“
„Jetzt kann ich erzählen, was ich damals nicht erzählen konnte, was ich dann als ‚Hand Gottes‘ bezeichnete … Die Hand Gottes war die Hand Diegos! Und es war wie den Engländern die Brieftasche zu stehlen …“

## Handwerk hat goldenen Boden
Bereits im 16. Jahrhundert, beispielsweise in der Sprichwörtersammlung Agricolas, bekannt als „Ein handtwerck hat einen guldin boden.“ So auch in anderen Sprachen gebräuchlich, z. B. im Dänischen: „Godt haandvaerk har en gylden grund.“ Weitere Varianten finden sich in Wanders Deutschem Sprichwörter-Lexikon, Stichwort Handwerk, Nr. 31.

## Hannemann, geh du voran!
Die Redensart „Hannemann, geh du voran!“ stammt aus dem Volksmärchen Die sieben Schwaben, das auch die Brüder Grimm in ihre Sammlung aufnahmen. In diesem Märchen wird erzählt, wie sieben Schwaben mit einem Spieß gemeinsam einen Drachen erlegen wollen, der in Wirklichkeit ein Hase ist. Bei den Brüdern Grimm heißt es:
Gang, Veitli, gang, gang du voran,

i will dahinte vor dir stahn.
Geläufiger ist aber der folgende Wortlaut:
Hannemann, geh du voran!

Du hast die größten Stiefel an,

dass dich das Tier nicht beißen kann.
Bei dem Namen „Hannemann“ handelt es sich um eine Nebenform des Vornamens „Johannes“. Die Redensart wird heute verwendet, wenn man jemanden bei der Erledigung einer unangenehmen Sache vorschicken will.

## Hannibal ante portas!

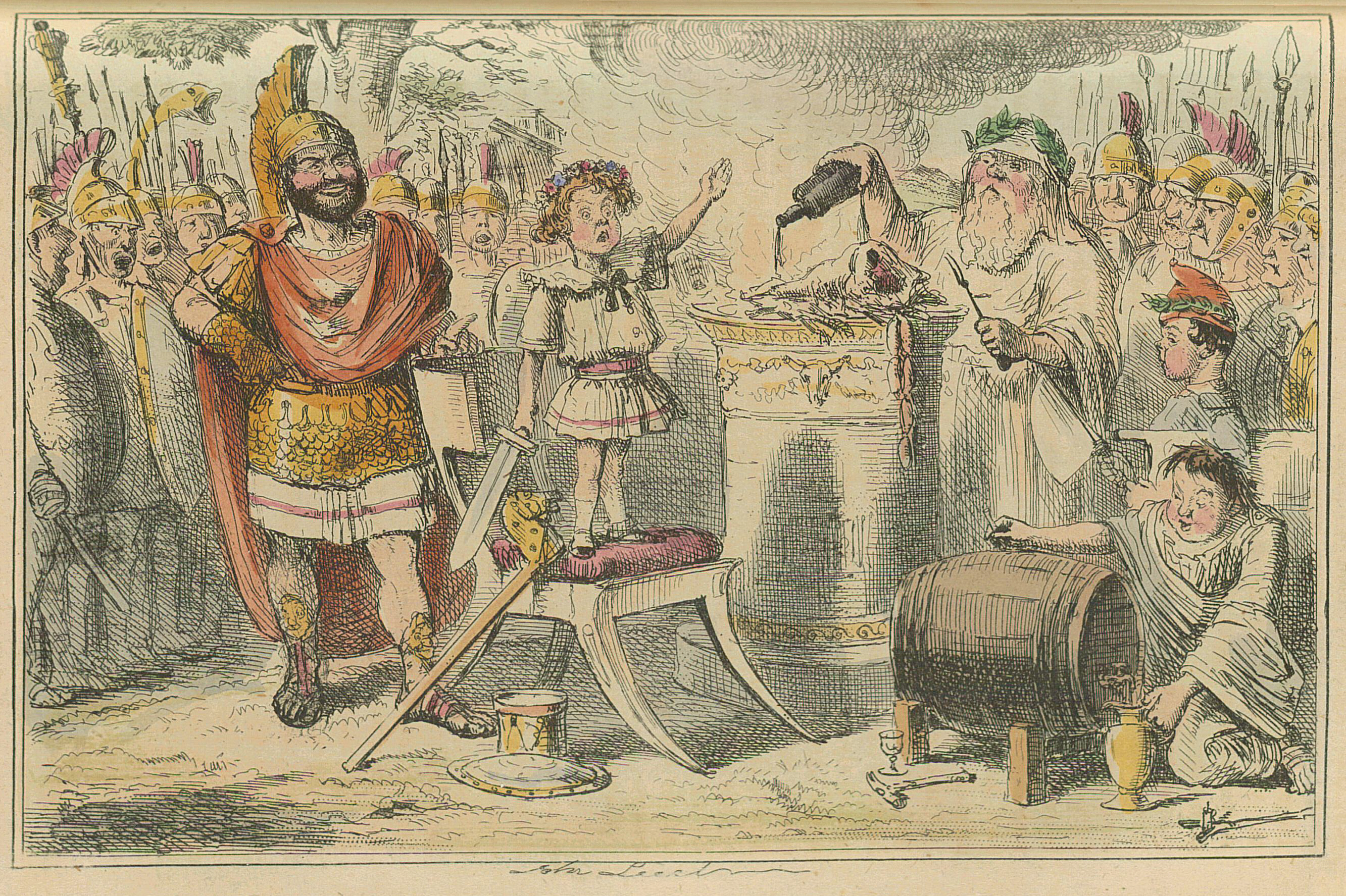
John Leech: Hannibal schwört als Elfjähriger ewigen Hass auf Rom.

Diese lateinische Warnung bedeutet „Hannibal vor den Toren“ und geht auf eine Äußerung des römischen Politikers Marcus Tullius Cicero zurück, in dessen Philippischen Reden aber die Formulierung „Hannibal ad portas“ vorkommt.
Die gleiche Formulierung findet sich auch beim Geschichtsschreiber Livius. Im Zweiten Punischen Krieg eroberte der karthagische Feldherr Hannibal fast ganz Unteritalien und war bis nach Rom vorgedrungen.
Abwandlungen des Zitats sind heute noch gebräuchlich:
- „Hannibal ante portas. Der Krieg der USA und die Weltöffentlichkeit“
- Pappa ante portas (Titel eines Spielfilms von Loriot)
- „Brüssel: Stoiber ante portas“ (Edmund Stoibers Tätigkeit in Brüssel)
- „Währungsreform Ante Portas?“

## Hans im Glück

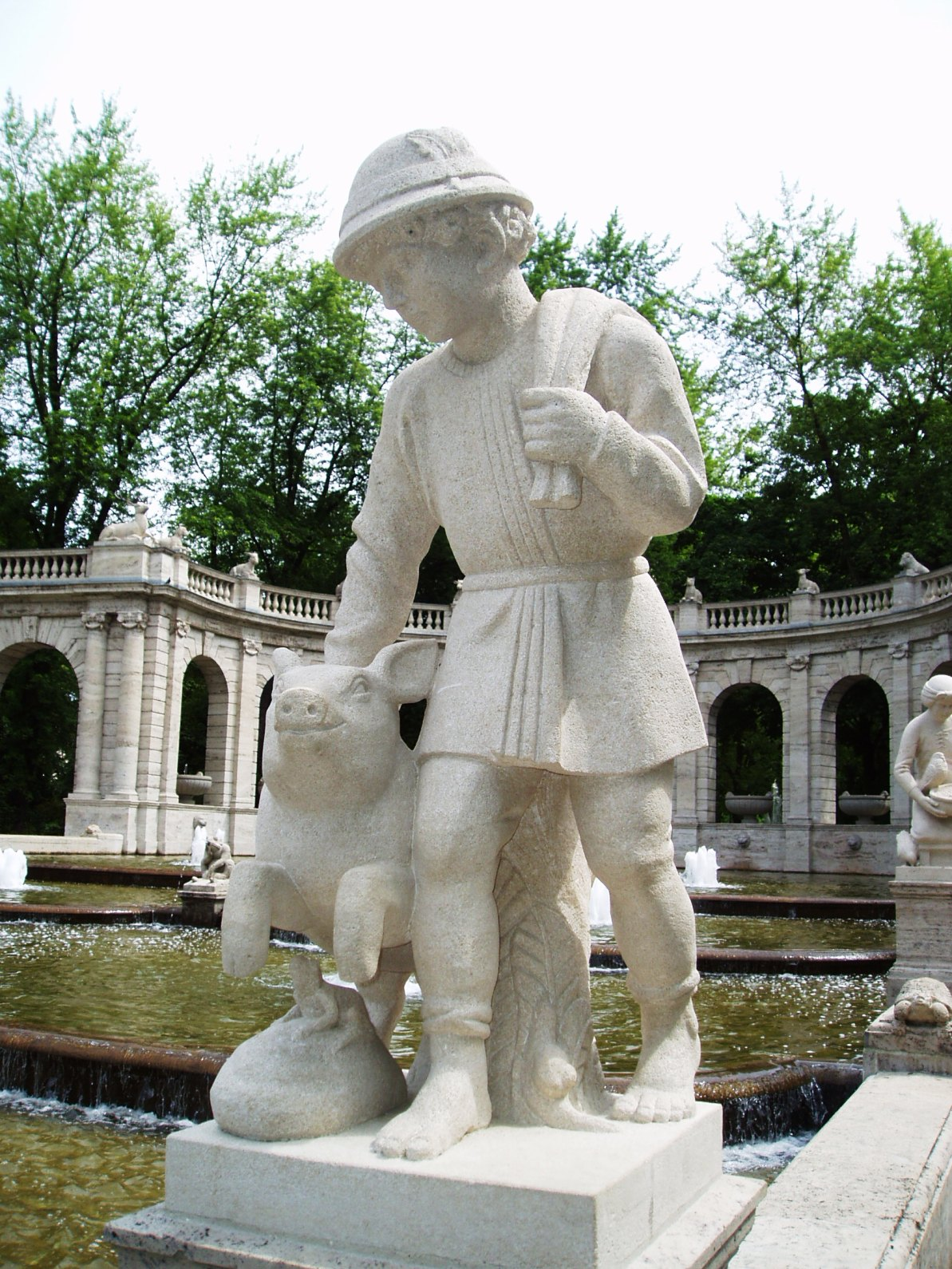
Hans im Glück in Berlin

Als einen „Hans im Glück“ bezeichnet man einen unbekümmerten, sorglosen Menschen, dem alles von selbst zufällt. Hans im Glück ist ein Märchen der Brüder Grimm, in dem ein einfältiger Bursche einen Goldklumpen, seinen Lohn von sieben Jahren, weggibt und nach einer Reihe von schlechten Tauschgeschäften nichts mehr besitzt als einen Schleifstein, der ihm in einen Brunnen fällt. Nun fühlt er sich von einer Last befreit:
„‚So glücklich wie ich,‘ rief er aus, ‚gibt es keinen Menschen unter der Sonne.‘ Mit leichtem Herzen und frei von aller Last sprang er nun fort, bis er daheim bei seiner Mutter war.“
Das Märchen lässt mehrere volkstümliche Lehren zu:
- „Nur die Einfalt findet das Glück“
- „Frei zu sein ist mehr als Gut und Geld.“
- „Die Welt will betrogen sein.“

Der Hans-im-Glück-Preis ist ein Literaturpreis, der 1977 von dem Schriftsteller Frederik Hetmann und seiner Frau gestiftet wurde und seit 1978 jährlich zur Förderung von Nachwuchsautoren und -autorinnen von Jugendbüchern vergeben wird. Den Namen hat der Preis, weil Hans im Glück seine Glücksgüter glücklich verschenkte. Er sorgte für einen Ausgleich zwischen denen, die glücklich sind, und denen, die fürs Glück noch einen kleinen Schubs brauchen. Schriftsteller sind in der Regel auf diesen Schubs angewiesen.

## Hansdampf in allen Gassen
Der Hansdampf in allen Gassen ist ein umtriebiger Mensch, der überall Bescheid zu wissen glaubt. Einen ersten Beleg für diesen Ausdruck liefert die Sprichwörtersammlung von Johann Agricola im 16. Jahrhundert. Allerdings schreibt Agricola von einem „Hans in allen Gassen“. Der Name Hans (von Johannes) war im 16. Jahrhundert im deutschsprachigen Raum so häufig, dass er sprichwörtlich „in jeder Gasse“ zu finden war. Der Ausdruck „Hans Dampf in allen Gassen“ geht auf die Wendung „Hans in allen Gassen“ zurück.
Hans Dampf in allen Gassen ist dann der Titel einer Erzählung von Heinrich Zschokke. Die Hauptperson darin ist „Hans, der Sohn des Bürgermeisters Peter Dampf“, der die oben genannten Eigenschaften in sich vereinigt.
Eine stadtbekannte Figur dieses Namens soll es in Gotha gegeben haben. Dort erschien 1846 ein Versepos, in dem ein „Hans George, genannt Hans Dampf“ auftrat.

## Happy End
Der Scheinanglizismus Happy End (korrekt: happy ending) heißt übersetzt Glückliches Ende, im Sinne von Guter Ausgang. Der englische Begriff ist durch die Filmkunst in Gebrauch gekommen. Der Begriff Happy End bezieht sich somit ursprünglich auf einen Kinofilm, wird aber auch auf eine Serie, einen Roman oder eine Erzählung wie beispielsweise ein Märchen angewendet.
Kurt Tucholskys bekanntes Gedicht Danach schließt mit folgenden Worten:
„Die Ehe war zum jrößten Teile
vabrühte Milch und Langeweile.
Und darum wird beim happy end
im Film jewöhnlich abjeblendt.“

## Happy few
Diese englischen Worte (die wenigen Glücklichen) bezieht der englische König Heinrich V. in der St.-Crispins-Tag-Rede in William Shakespeares Königsdrama Heinrich V. auf die kleine Schar seiner Kampfgefährten, die an der bevorstehenden Schlacht von Azincourt teilnehmen werden und die er sogar seine Brüder nennen wird:
„We few, we happy few, we band of brothers.“
„Wir wenigen, wir wenigen Glücklichen, wir Schar von Brüdern.“
Band of Brothers – Wir waren wie Brüder ist eine zehnteilige Fernsehproduktion des US-amerikanischen Pay-TV-Senders HBO aus dem Jahr 2001. Die Miniserie ist an das gleichnamige Buch des Historikers Stephen Ambrose angelehnt und schildert die Ereignisse des Zweiten Weltkrieges zwischen 1944 und 1945 aus Sicht der Soldaten der Easy Company, 2. Bataillon, 506. US-Fallschirmjägerregiment der 101. US-Luftlandedivision der US-Streitkräfte.
To the Happy Few ist der (englische) Nachsatz zu dem Roman La Chartreuse de Parme (Die Kartause von Parma), den der französische Schriftsteller Stendhal 1838 in Civitavecchia verfasste. Stendhal befürchtete einen Misserfolg und meinte, für einen sehr kleinen Kreis zu schreiben. Deshalb sei es für ihn wichtig, dass seine Bücher noch in 100 Jahren gelesen werden. Der Roman wurde von Balzac begeistert in der Revue Parisienne besprochen und war der einzige Bucherfolg Stendhals zu seinen Lebzeiten.
Der Ausdruck happy few wird heute auf einen erlesenen Kreis bezogen.

## Harry, fahr schon mal den Wagen vor!
Der Satz „Harry, fahr schon mal den Wagen vor“ (oder: „Harry, hol schon mal den Wagen!“) wird der Fernsehserie Derrick zugeschrieben und hat unter den Fans der Serie Kultstatus, obwohl er wörtlich in der Serie nie vorkam. Ein ähnlicher Satz fiel jedoch in der 2. Derrick-Folge („Johanna“). Derrick (Horst Tappert) sagt zu Klein (Fritz Wepper): „Harry, wir brauchen den Wagen, sofort!“ Dieser Satz bezieht sich allerdings nicht auf den Dienstwagen, sondern auf das Fahrzeug eines Verdächtigen. In Folge 73 („Auf einem Gutshof“) sagt Derrick gegen Ende zu Harry: „Harry, ich brauch den Wagen!“
Zur Bekanntheit beigetragen hat wohl auch ein Derrick-Sketch in der Comedy-Serie RTL Samstag Nacht, in dem Harry (hier Tommy Krappweis) von Derrick (hier Stefan Jürgens) besagte Aufforderung zu hören bekam und statt das Auto vorzufahren einen Einkaufswagen vorschob.

## Der Hass ist die Liebe, die gescheitert ist
Zitat des dänischen Philosophen und Theologen Søren Kierkegaard.

## Hässliches Entlein

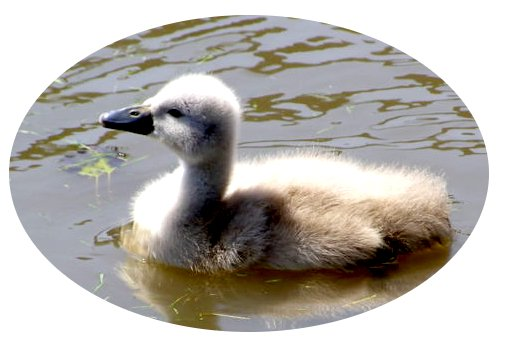
Schwanenküken

Das hässliche Entlein ist ein Märchen des dänischen Schriftstellers Hans Christian Andersen, in dem erzählt wird, wie ein Schwanenküken aus Versehen in einem Entennest ausgebrütet wird. Als es schlüpft, ist es hässlicher als die Entenküken und wird von allen schikaniert:
„Endlich borst das große Ei. ‚Piep, piep!‘ sagte das Junge und kroch heraus; es war groß und hässlich. Die Ente betrachtete es. ‚Das ist doch ein gewaltig großes Entlein,‘ sagte sie; ‚keins von den andern sieht so aus; sollte es doch ein kalekutisches Küchlein sein? Nun, wir wollen bald dahinter kommen; in das Wasser muß es, ob ich es auch selbst hineinstoßen soll.‘“
Es wächst zu einem stolzen, jungen Schwan heran und wird von seinen Artgenossen anerkannt.

## Hast du einen Opa, schick ihn nach Europa
Dies war ein häufig verwendeter Spottspruch der 1970er Jahre, der die damalige Bedeutungslosigkeit des Europaparlaments untermalen sollte. Nach Meinung vieler Kommentatoren lag die Hauptfunktion des Europäischen Parlaments darin, auszumusternden Altpolitikern einen Versorgungsposten zu verschaffen, wo sie, in Ermangelung jeglicher Kompetenzen, keinen Schaden mehr anrichten konnten. Heutzutage bedeutet der Wechsel von einem nationalen Parlament ins Europäische Parlament keinen Machtverlust mehr, da im Gegensatz zu damals das Europäische Parlament in den meisten Fällen gleichberechtigt mit dem Rat entscheidet und nicht nur beratend tätig ist.
Der Spottspruch fällt gelegentlich noch im Zusammenhang mit Europawahlen.

## Hast du zur Nacht gebetet, Desdemona?

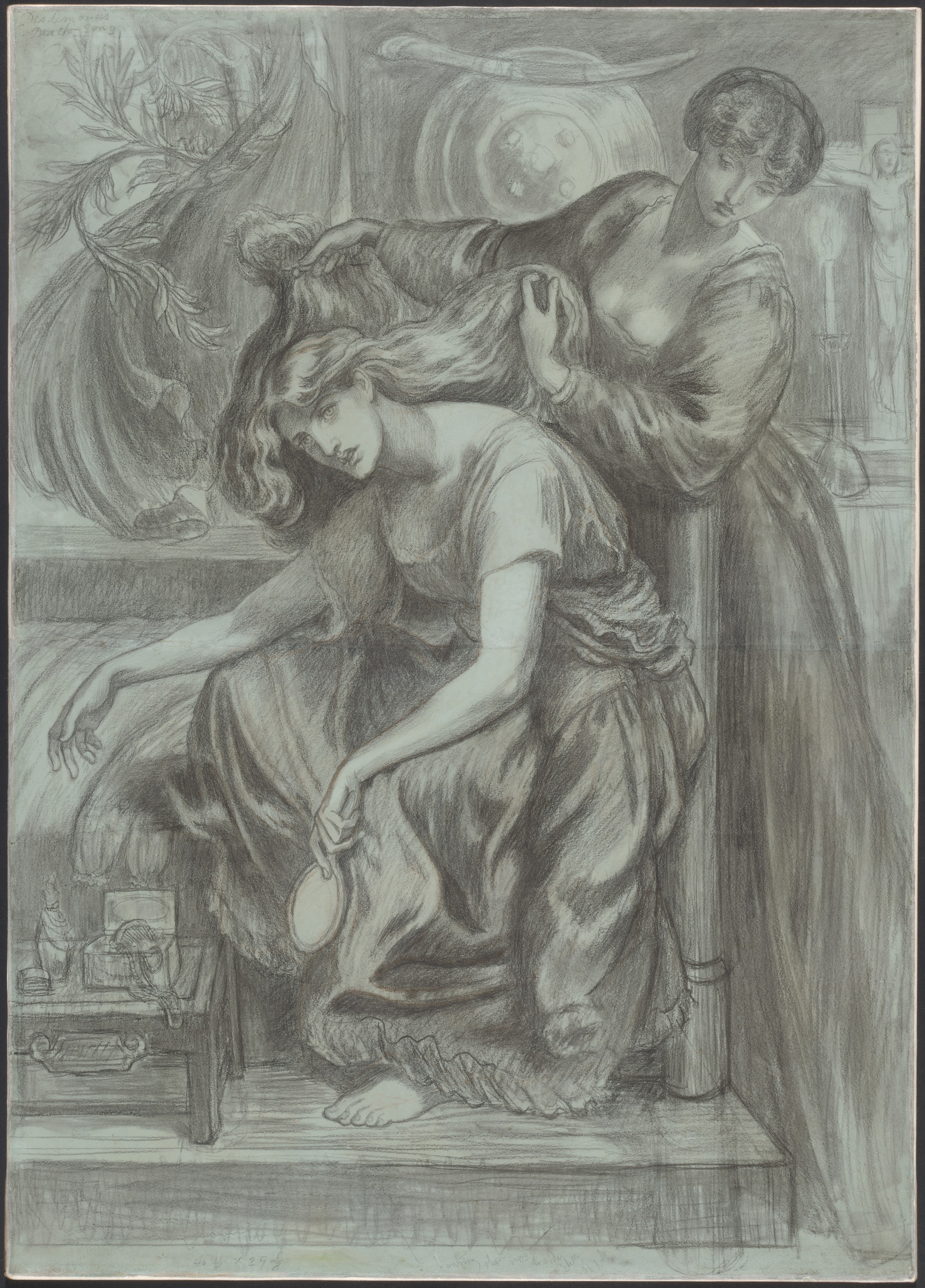
Dante Gabriel Rossetti: Desdemonas Todeslied

Diese Worte richtet Othello in William Shakespeares Tragödie an seine Frau Desdemona:
„Have you prayed to-night, Desdemona?“
Der Mohr Othello ist soeben in Desdemonas Schlafgemach getreten, um sein untreues Weib zu töten. Ein besticktes Taschentuch, das Desdemona verloren hat, wird zum entscheidenden Indiz in einer Intrige, dass Desdemona untreu ist. Othello ist Feldherr in der Armee der Republik Venedig und hat heimlich die schöne Desdemona geheiratet.

## Hätten Sie es gewusst?
Hätten Sie’s gewußt? war eine 45-minütige Quizsendung mit hohen Einschaltquoten, die von 1958 bis 1969 in der ARD ausgestrahlt wurde. Moderator war Heinz Maegerlein.
In jeder Runde wurde ein Wissensgebiet (zum Beispiel Fremdwörter) bzw. eine Kategorie (zum Beispiel „Was man weiß – was man wissen sollte“) abgefragt. Es waren Fragen, die mit sehr guter Allgemeinbildung häufig beantwortbar waren.
Das Zitat wird gern im Zusammenhang mit Wissensfragen gebraucht:
- „Hätten Sie es gewusst? – Heute: Ist wirklich Kokain in Coca-Cola?“
- „Hätten Sie’s gewusst? Erstaunliche Fakten zu unserem Wasserverbrauch.“
- „Hätten Sie es gewußt?: Fragen aus dem Einbürgerungstest.“

## Haupt- und Staatsaktion

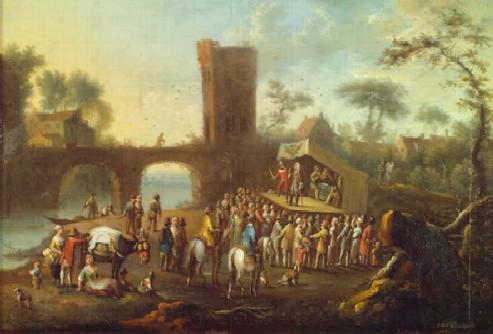
Johann Chr. Vollert: Wandertheater am Flussufer

Dieser Ausdruck geht auf die Stücke der Deutschen Wanderbühne des 17. und 18. Jahrhunderts zurück, bei denen ein Hauptstück (die „Hauptaktion“) von komischen Zwischen- und Nachspielen umrahmt wurde. Diese Stücke befassten sich meist mit pseudo-historischen Stoffen („Staatsaktionen“).
Die polemische Bezeichnung „Haupt- und Staatsaktionen“ für diese Stücke wurde vom Schriftsteller und Theaterkritiker Johann Christoph Gottsched geprägt.
Der Theologe und Schriftsteller Johannes Daniel Falk verwendet diesen Ausdruck 1798 in seiner Beschreibung der Reisen des Scaramuz:
„Ich finde die Sitte der deutschen Verleger, den Geist ihrer Verlagsartikel in einer lobpreisenden Inhaltsanzeige dem Publikum, noch vor dem Abdrucke des Buches selbst, vorzulegen, ebenso erlaubt und löblich als die Gewohnheit Picinis, der auch, bevor die Haupt- und Staatsaktion in seiner Bretterbude selbst anhebt, mittlerweile einen großen Affen an das Fenster oder vor die Tür hinstellt, der ein respektives Publikum durch kurzweilige Kapriolen herbeilocken soll, indes die Trompeter sich heiser blasen und Bajazzo den Vorübergehenden unaufhörlich in die Ohren schreit: „Allons, meine Herren! immer herein! Lustig, lustig. Der große Bärentanz soll alleweile anheben!“ (Ist gleich keine Menschenseele drinnen.) – Ein nicht minder preiswürdiges Herkommen in der Gelehrtenwelt sind die Rezensionen des Buchs, wenn es nun selbst erschienen ist. Denn so, wie oft in jenen Haupt- und Staatsaktionen der Jahrmärkte der große Affe, welcher sozusagen den Prologus vor der Haustür hält, im Stücke selbst gleichfalls eine Hauptrolle spielt, ebenso trifft es sich oft in Deutschland, daß der Affe, welcher ein Buch jahrelang vorher ausposaunt, und der, welcher es schreibt und kritisiert, eine und die nämliche Person sind.“
Mit der Wendung „Haupt- und Staatsaktion“ wird heute ausgedrückt, dass etwas mit zu großem Aufwand betrieben wird:
- „Der Fußball ist nicht die schönste Nebensache der Welt, er ist Haupt- und Staatsaktion.“
- „Viele Politiker jedoch scheinen eine Haupt- und Staatsaktion daraus machen zu wollen.“

## Haus ohne Hüter
Haus ohne Hüter ist der Titel eines 1954 erschienenen Romans von Heinrich Böll, in dem das Schicksal von zwei Frauen dargestellt wird, die ohne ihre im Krieg gefallenen Ehemänner weiterleben und deren Söhne ohne Vater aufwachsen müssen.
Der Roman spielt zu Anfang der 1950er Jahre in einer Stadt am Rhein. Die Handlung wird aus der Sicht der fünf Hauptfiguren erzählt.

## Haust du meinen Juden, hau ich deinen Juden.
Diese Redensart findet sich in dem Lustspiel Der Datterich, in dem es heißt:
„Haagste mein Jod, da haag ich Dein auch.“
Die Redensart geht wohl auf die Erzählung Die zwei Postillone in Johann Peter Hebels Schatzkästlein des rheinischen Hausfreundes zurück. In dieser Erzählung bringen zwei Kutscher zwei Geschäftsleute dazu, mehr Trinkgeld zu geben: An einer engen Straßenstelle tun die Kutscher so, als gerieten sie in Streit, schlagen mit ihren Peitschen auf den Fahrgast des anderen Kutschers ein und rufen dabei:
„Du sollst meinen Passagier nicht hauen; er ist mir anvertraut und zahlt honett, oder ich hau den deinen auch.“
Damit wird den Geschäftsleuten klargemacht, wie sehr sich die Kutscher um sie kümmern und dass sie eine bessere Entlohnung verdienen. Einer der Passagiere beschwert sich über die Verzögerung mit der Frage, ob sie denn nochmals vierzig Jahre warten sollten. Wegen dieser Anspielung auf die vierzigjährige Wanderung der Israeliten durch die Wüste hieß es wohl „Haust du meinen Juden, hau ich deinen Juden“.
Eine weitere Quelle ist das Gedicht Die beiden Juden von Karl Simrock aus dem Jahr 1831. Darin wird ein Streit geschildert, ob ein gläubiger oder ein aufgeklärter Jude sich besser zum Pächter eines Landgutes eigne. Eine Zeile des Gedichts lautet:
„Freund, schlägst du meinen Juden, schlag ich deinen.“

## Hecht im Karpfenteich

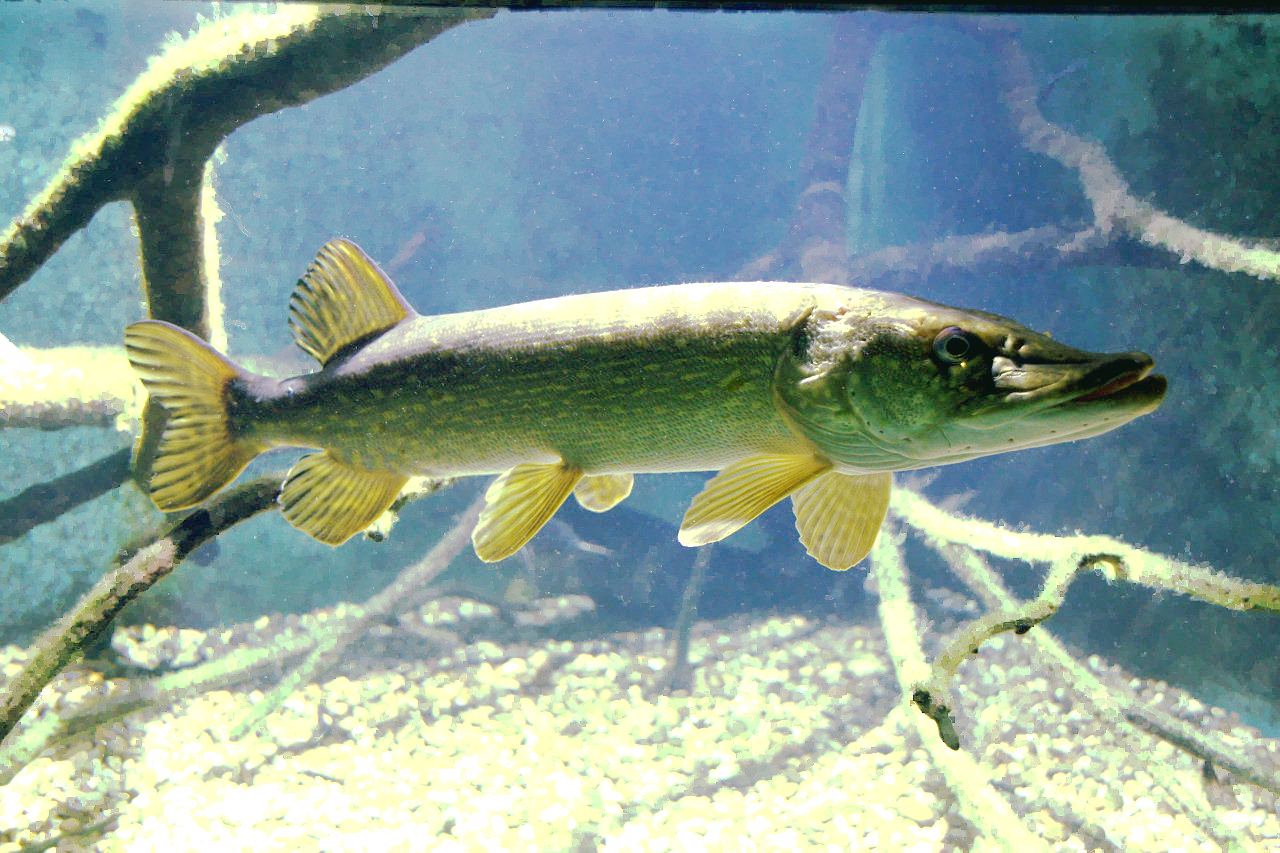
Hecht

Mit einem Hecht verglich der deutsche Historiker Heinrich Leo in einem Aufsatz den französischen Kaiser Napoleon III., den er als politischen Störenfried im Gleichgewicht der europäischen Kräfte sah.
Leo könnte angeregt worden sein durch einen Artikel des Publizisten Joseph Görres, der 1804 schrieb:
„In dem seichten Gewässer hockten in aller Behaglichkeit die deutschen Karpfen und saßen fest aus dem Grunde und rührten sich nicht und fraßen Schlamm und wurden fett dabei. Es mussten welche von mehr tätiger, selbständiger Natur, aus dem Hechtgeschlecht aufstehen und unter sie fahren und sie aus dem Moder heraustreiben, wenn sie genießbar werden sollten.“
1888 griff Otto von Bismarck in einer Reichstagsrede dieses Bild auf und charakterisierte die Stellung Deutschlands zwischen den beiden Nachbarstaaten Frankreich und Russland mit folgenden Worten:
„Die Hechte im europäischen Karpfenteich hindern uns, Karpfen zu werden.“
Im Kladderadatsch heißt es 1860 über Heinrich Leo:
„Endlich an dem ‚Karpfenteiche‘ dankt er grüßend ab die Knechte,
Bettet sich im Schlamm, zu träumen von dem ‚gottgesandten Hechte‘.“
Im Teich jagt der Hecht die trägen Karpfen und lässt sie nicht zur Ruhe kommen.

## Hefe des Volkes
Dieser abwertende Ausdruck bedeutet so viel wie „verkommener Teil einer Bevölkerung“ und geht auf das lateinische faex civitatis zurück, das sich in Marcus Tullius Ciceros Verteidigungsrede Pro Flacco findet.

## Heil dir im Siegerkranz!

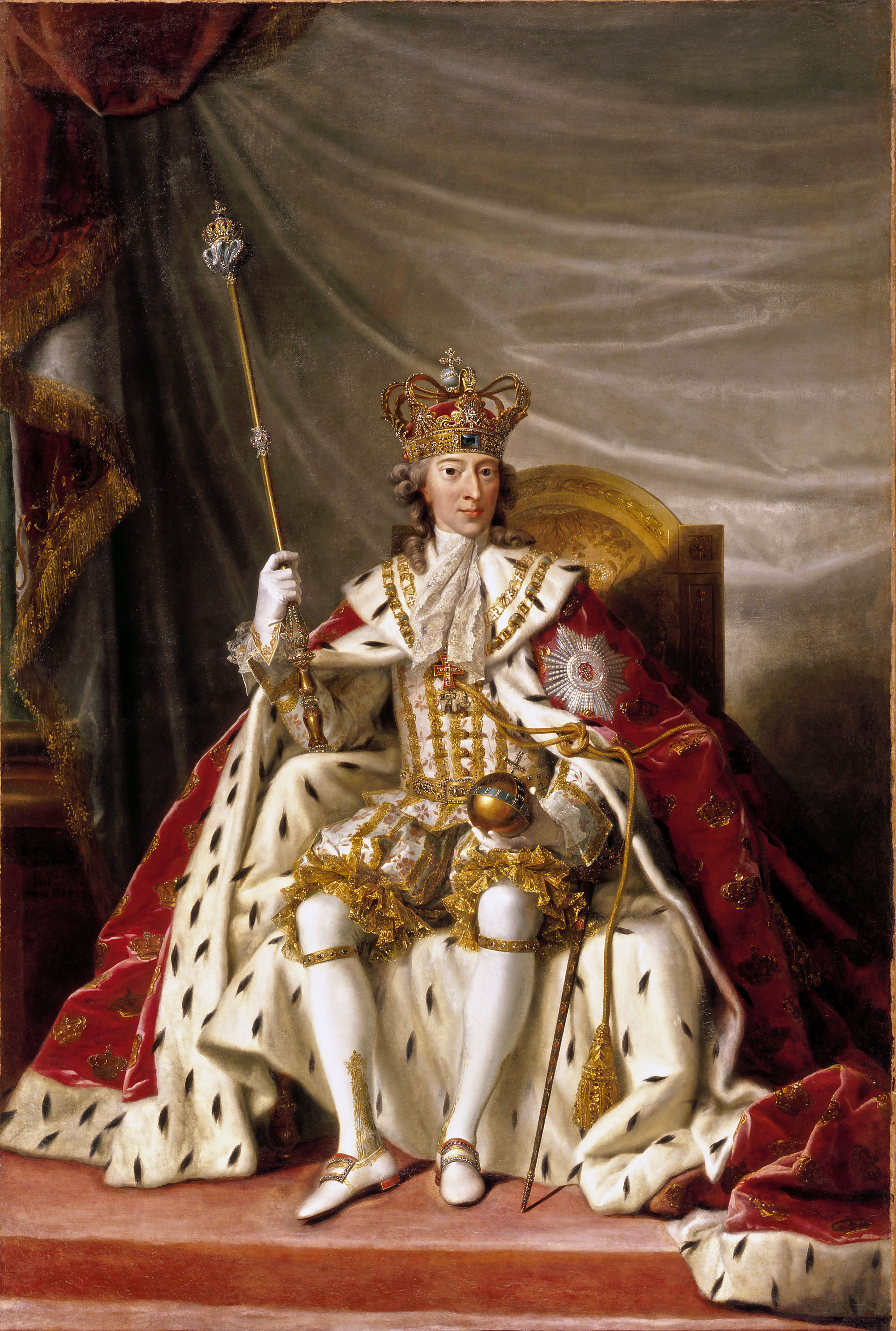
Christian VII. von Dänemark

Heil dir im Siegerkranz war von 1871 bis 1918 ein Repräsentationslied des Deutschen Kaiserreiches, welches insbesondere mit Bezug auf den Kaiser gesungen wurde.
Dieses Zitat geht auf ein 1790 vom schleswigschen Dichter Heinrich Harries verfasstes Loblied auf den dänischen König Christian VII. zurück, das mit folgender Strophe beginnt:
„Heil dir, dem liebenden
Herrscher des Vaterlands!
Heil, Christian, dir!
Fühl’ in des Thrones Glanz
Die hohe Wonne ganz,
Vater des Volks zu sein!
Heil, Christian, dir!“
Eine gekürzte Form veröffentlichte Balthasar Gerhard Schumacher im Jahr 1793 in den Berlinischen Nachrichten von Staats- und gelehrten Sachen mit dem Untertitel God Save the King, womit zugleich die Singweise angegeben war.
Die Anfangsverse lauten:
„Heil dir im Siegerkranz,
Herrscher des Vaterlands,
Heil Kaiser dir!
||: Fühl in des Thrones Glanz
Die hohe Wonne ganz,
Liebling des Volks zu sein!
Heil Kaiser, dir!:||“

## Heile Welt
Dieser Ausdruck geht wohl zurück auf eine 1950 erschienene Gedichtsammlung des Schriftstellers Werner Bergengruen, die den Titel Die heile Welt bekam; im 1944 geschriebenen gleichnamigen Gedicht heißt es:
„Wisse, wenn in Schmerzensstunden
dir das Blut vom Herzen spritzt:
Niemand kann die Welt verwunden,
nur die Schale wird geritzt.

Tief im innersten der Ringe
ruht ihr Kern getrost und heil.
Und mit jedem Schöpfungsdinge
Hast du immer an ihm teil.“
Zu diesem Titel schrieb Rudolf Grulich:
„Der Titel einer Gedichtauswahl ‚Die heile Welt‘, der das unerschütterliche Vertrauen des Dichters auf Gottes Schöpfung ausdrückte, musste alle jene erbosen, die Literatur nach ideologischen Motiven beurteilte[n].“

## Heiliger Egoismus

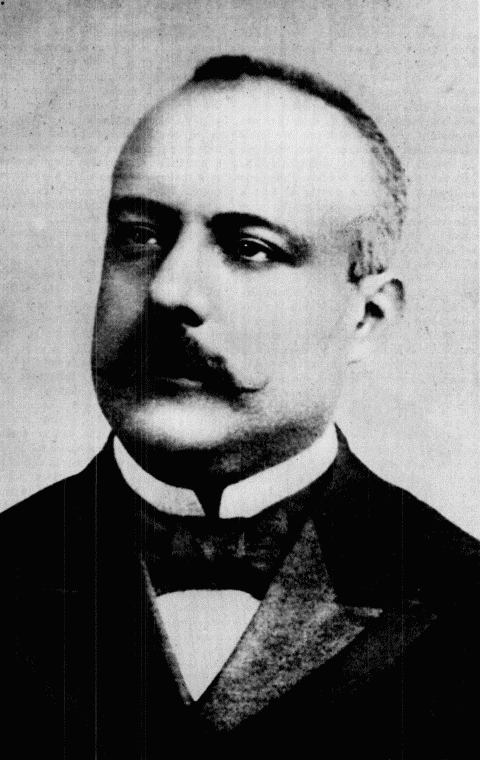
Antonio Salandra

Im Oktober 1914 prägte der italienischen Ministerpräsident Antonio Salandra bei der Vorstellung der Beamten des Ministeriums des Äußeren, das er vorübergehend übernahm, das Wort vom sacro egoismo (geheiligten Egoismus), indem er sagte:
„Die obersten Richtlinien unserer internationalen Politik werden morgen dieselben sein, wie sie gestern waren. Um sie zu befolgen, bedarf es einer unerschütterlichen Festigkeit der Seele, einer klaren Auffassung von den wahren Interessen des Landes, einer Reife der Überlegung, die, wenn nötig, die Bereitschaft zur Tat nicht ausschließt; es bedarf der Wärme nicht des Wortes, sondern der Tat, es bedarf eines Geistes, frei von Vorurteilen, von jeder vorgefaßten Meinung, von jedweder Empfindung außer der unbegrenzten und ausschließlichen Hingabe an das Vaterland, des geheiligten Egoismus für Italien.“
Das Königreich Italien war seit 1882 mit den beiden Kaiserreichen Deutschland und Österreich-Ungarn im Dreibund verbündet. Der deutsche Kaiser Wilhelm II. und der österreichische Kaiser Franz Joseph I. hofften, dadurch den Heiligen Egoismus Italiens in Schach zu halten. Italien erklärte zu Beginn des Ersten Weltkriegs seine Neutralität, da es einen österreichisch-ungarischen Gebietszuwachs auf dem Balkan befürchtete. Zur Jahreswende 1914/15 begann Italien im Gegenzug für die Neutralität österreichische Gebiete zu fordern. Kaiser Franz Joseph I. erklärte sich zur Abtretung von einigen Gebieten bereit, verweigerte jedoch die Herausgabe Südtirols. Daraufhin schloss Italien mit den Alliierten einen Geheimvertrag, der ihm große Gebietsgewinne zusprach, wenn es innerhalb von vier Wochen Österreich-Ungarn den Krieg erklärte. Daraufhin trat Italien aus dem Dreibund aus und erklärte am 23. Mai 1915 seinem ehemaligen Bundesgenossen den Krieg.
Dieser Wortbruch rief in Österreich-Ungarn heftige Empörung hervor. Kaiser Franz Joseph I. erließ noch am gleichen Tag folgendes Manifest:
„An Meine Völker!
Der König von Italien hat Mir den Krieg erklärt. Ein Treuebruch, dessengleichen die Geschichte nicht kennt, ist von dem Königreiche Italien an seinen beiden Verbündeten begangen worden.
Nach einem Bündnis von mehr als dreißigjähriger Dauer, während dessen es seinen Territorialbesitz mehren und sich zu ungeahnter Blüte entfalten konnte, hat Uns Italien in der Stunde der Gefahr verlassen und ist mit fliegenden Fahnen in das Lager Unserer Feinde übergegangen.“
Das Zitat wird heute noch zum Beispiel für die Beschreibung der Außenpolitik bestimmter Staaten gebraucht:
- „Amerikas heiliger Egoismus“
- „Heilige Egoisten. Die Soziobiologie indischer Tempelaffen“ (Buchtitel von Volker Sommer)

## Heiliger Krieg
Als Heiligen Krieg bezeichnet man einen Krieg, der im Auftrag eines Gottes geführt und gerechtfertigt wird. Im antiken Griechenland wurden Kriege zum Schutz des Apollonheiligtums in Delphi und seiner Besitzungen gegen räuberische Nachbarn als heilige Kriege nach Amphiktyonenrecht geführt. Den ersten Heiligen Krieg führten Athen und der Tyrann Kleisthenes von Sikyon 600–590 v. Chr. gegen Krissa, das Pilgerscharen belästigt hatte.
Das Christentum der ersten zwei Jahrhunderte verwarf den Kriegsdienst generell. Bis zum Jahr 175 gab es nachweislich keine Christen im römischen Heer. Ein allmählicher Prozess des Hineinwachsens von Christen in politische Verantwortungen gipfelte in der Konstantinischen Wende von 313, in deren Folge Kriege zur Ausdehnung des Christentums schließlich theologisch legitimiert wurden. Eusebius von Caesarea schrieb dann in einem Loblied auf Kaiser Konstantin, dass dieser einen „Krieg unter dem Kreuz führe, welcher damit heilig sei“. Die Vorstellung, dass kriegerische Betätigung einen himmlischen Lohnes würdigen Verdienst im Sinne der Religion darstelle, zeigt sich schon vor den Kreuzzügen in drei Punkten zum Kriegermartyrium. Als Wegbereiter der Kreuzzugsidee gelten Kirchenvertreter des 9. Jahrhunderts wie Bischof Agobard. Dieser sah die Aufgabe der christlichen Kaiser darin, die Nichtchristen zu unterwerfen, „auf dass sie den Glauben annehmen und die Grenzen des Königreichs der Gläubigen erweitern.“ Im Hochmittelalter kam es im Zusammenhang mit den Kreuzzügen kurzzeitig zur Verwendung des lateinischen Begriffes bellum sacrum.
Muslimische Gelehrte betonen, dass der Begriff Dschihad (arabisch جهاد Ǧihād ‚Anstrengung, Kampf‘) nicht mit heiliger Krieg übersetzt werden könne, da ein Krieg im Islam nicht als heilig gilt. Dschihad ist eine Verkürzung von الجهاد في سبيل الله al-dschihādu fī sabīl illāh, wörtlich: ‚die Anstrengung‘ / ‚der Kampf auf dem Wege Gottes‘‚‘. Schi’itische Gelehrte betrachten den Dschihad auch als eine Art spirituelle Anstrengung des Einzelnen. Im Koran kommen Dschihad und dessen unterschiedliche Verbformen 35 Mal vor; davon 29 Mal in der Bedeutung als Kampf mit der Waffe in der Hand und zweimal als Anstrengung, um sich „den bösen Gelüsten und Verführungen entgegenzustemmen“.

## Heiliges Kanonenrohr!
Dieser veraltete Ausruf der Überraschung stammt aus Karl Millöckers Operette Der Bettelstudent. In diesem Lied klagt der Oberst Ollendorf, dass ihn die umworbene Laura abgewiesen hat:
Ach, ich hab’ sie ja nur

Auf die Schulter geküsst

Hier hab’ ich den Schlag gespürt

Mit dem Fächer ins Gesicht. –

Alle Himmelmillionendonnerwetter,

heiliges Kanonenrohr.

Mir ist manches schon passiert,

Aber so etwas noch nicht!
Heiliges Kanonenrohr! ist der deutsche Titel der US-amerikanischen Filmkomödie Sons o’ Guns von Lloyd Bacon aus dem Jahr 1936. In dem Film spielt ein junger Musicalstar auf der Bühne den Helden und muss dann aber selbst in den Krieg nach Europa…

## Heimchen am Herd

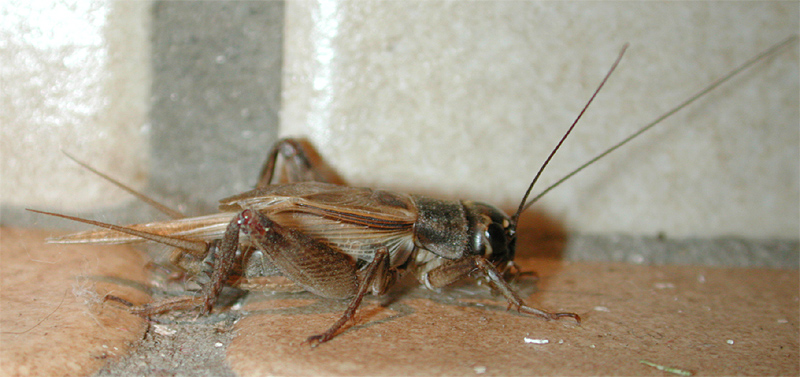
Heimchen

Dieser Begriff ist die Übersetzung des Titels einer Weihnachtsgeschichte des englischen Schriftstellers Charles Dickens, die auf Englisch The Cricket on the Hearth heißt.
Das Heimchen ist eine Langfühlerschrecke, die sich ihren Unterschlupf bevorzugt in menschlichen Siedlungsgebieten sucht.
Heimchen am Herde ist eine abwertende Bezeichnung für eine naive, nicht emanzipierte Frau, die nur die Erfüllung ihrer häuslichen Pflichten kennt.

## Heinrich, der Wagen bricht.
Das Zitat stammt aus dem Märchen Der Froschkönig oder der eiserne Heinrich. Als der junge König bei einem Krachen während einer Kutschfahrt gegenüber seinem treuen Diener Heinrich meint, dass der Wagen breche, antwortet dieser ihm:
„Nein, Herr, der Wagen nicht,
es ist ein Band von meinem Herzen,
das da lag in großen Schmerzen,
als ihr in dem Brunnen saßt,
als ihr ein Fretsche wast.“
Auf diesen viel zitierten Spruch gibt es selbstverständlich etliche Parodien, wie zum Beispiel die folgende aus dem Jahr 1911:
„Heinerich
der Wagen bricht
bricht er in der Mitte
muß er vor die Schmiede“
In einer psychologischen Deutung des Märchens stellt Heinrich Tischner fest:
„Auf den holprigen Straßen kam es ja immer wieder vor, dass Wagen zu Bruch gingen und liegen blieben. Hier ist die riskante Fahrt ein Bild für die Wirrnisse der Pubertät. Der junge Mann ist noch dermaßen daran gewöhnt anzuecken, dass er die Signale der Entspannung als neue Alarmzeichen missdeutet.“

## Heinrich! Mir graut's vor dir.

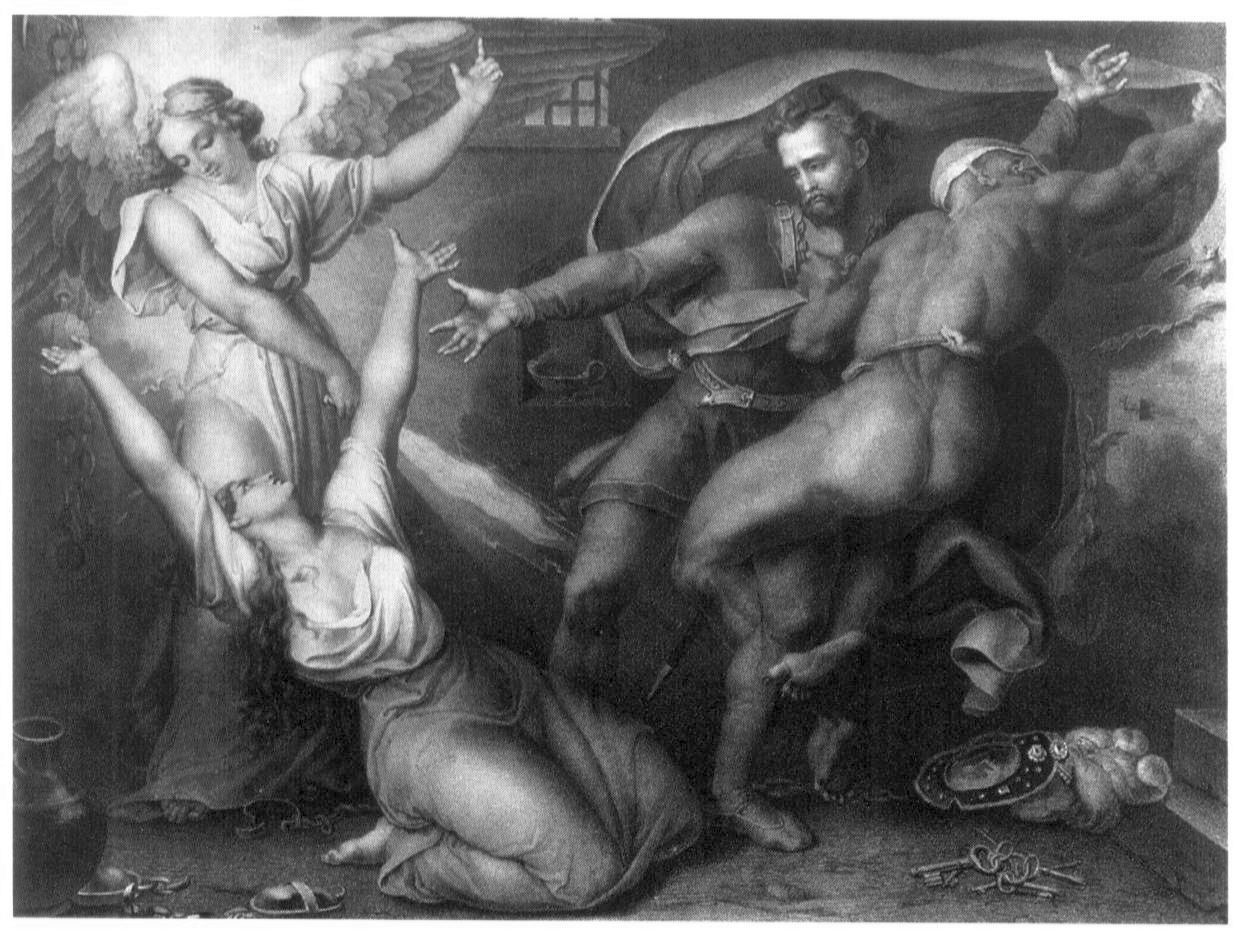
Gretchen im Kerker.
Gretchen empfiehlt sich Gott, Mephisto zieht Faust mit sich. Lithografie von Wilhelm Hensel nach den Angaben des Fürsten Radziwill (1835).

Dieses Zitat stammt aus Goethes Tragödie Faust I. Faust dringt in den Kerker ein. Das geistig verwirrte und von Schuldgefühlen gequälte Gretchen hält ihn anfangs für ihren Henker. Als sie ihn erkennt, schwankt sie zwischen dem Wunsch nach Liebesbeweisen und Abscheu vor dem Mörder ihres Bruders. Faust will sie zur Flucht überreden, doch sie weigert sich:
„Dein bin ich, Vater! Rette mich!
Ihr Engel! Ihr heiligen Schaaren,
Lagert euch umher, mich zu bewahren!
Heinrich! Mir graut’s vor dir.“
Als Gretchen Mephisto sieht, erschrickt sie und empfiehlt sich Gott. Mephisto drängt Faust aus dem Gefängnis: Die Erlösung Gretchens offenbart sich in einer „Stimme von oben“: „Ist gerettet“. Mephisto und Faust fliehen.
In der Kerkerszene widersteht Gretchen der Versuchung, mit Fausts und Mephistos Hilfe zu entfliehen und damit ihrer Hinrichtung zu entgehen. Sie will so ihre Schuld büßen und wendet sich mit diesen Worten von Faust ab.

## Heißa! Meine Frau ist tot!

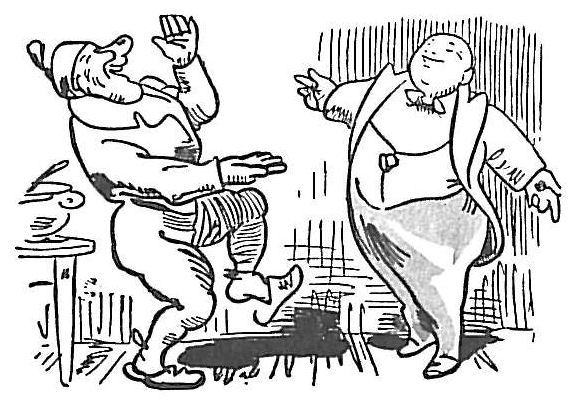
„Heißa! Meine Frau ist tot!’“

In den Abenteuern eines Junggesellen der Knopp-Trilogie von Wilhelm Busch trifft der Junggeselle Knopp unterwegs auf einen gewissen Sauerbrot, der mit diesen Worten seine Freude darüber ausdrückt, dass er von seiner Frau erlöst ist:
„Sauerbrot, der fröhlich lacht,
Hat sich einen Punsch gemacht.
‚Heißa!!‘ rufet Sauerbrot –
‚Heißa! Meine Frau ist tot!!
Hier in diesem Seitenzimmer
Ruhet sie bei Kerzenschimmer.
Heute stört sie uns nicht mehr,
Also, Alter setz dich her,
Nimm das Glas und stoße an,
Werde niemals Ehemann,
Denn als solcher, kann man sagen,
Muß man viel Verdruß ertragen.‘“
Seine Frau liegt im Zimmer daneben, ist aber nur scheintot; und als sie in der Tür erscheint, fällt Sauerbrot vor Schreck tot um.

## Heißsporn

Logo von Tottenham Hotspur

Der Begriff Heißsporn (englisch: Hotspur) stammt aus William Shakespeares Königsdrama Heinrich IV., das im Jahr 1598 unter dem folgenden Titel erschien:
„The Historie of Henrie the Fourth: with the Battell at Shrewsburrie, between the King and Lord Henry Percy, surnamed Henrie Hotspur of the North. With the humorous conseits of Sir John Fallstaffe.“
„Die Geschichte Heinrichs IV. mit der Schlacht von Shrewsbury zwischen dem König und Lord Heinrich Percy, genannt Heinrich Heißsporn aus dem Norden, und mit den spaßigen Einfällen des Sir John Fallstaff.“
Heißsporn ist der Beiname Henry Percys (Harry Hotspur), eines heißblütigen, ritterlichen Jünglings, der zunächst Freund, dann Feind von König Heinrich IV. war. Dieser erwarb sich in Schlachten gegen Franzosen und Schotten einen Ruf als Draufgänger. Sein Beiname hat wohl damit zu tun, dass er seine Kampfhähne mit Sporen ausrüstete.
Tottenham Hotspur ist ein 1882 gegründeter englischer Fußball-Verein aus dem Stadtteil Tottenham im Norden Londons, der seinen Namen auf diesen Harry Hotspur zurückführt und als Emblem einen Hahn mit ausgeprägten Sporen führt.
Das Wort Heißsporn ist das Synonym für einen Draufgänger oder Haudegen, der unüberlegt losstürmt:
- „Nationaltorwart Lehmann: WM-Held, Heißsporn, Torschütze.“
- „Heißsporn Hamilton muss sich abkühlen.“
- „Vom Heißsporn zum Leistungsträger“

## Heller als tausend Sonnen
Der Ausdruck heller als tausend Sonnen stammt aus der hinduistischen Religion. Die Allgöttin Devi wird als schöne Frau beschrieben, deren Antlitz heller als tausend Sonnen scheint. Es heißt, wenn sie blinzelt, erschafft sie dadurch das Universum neu (zyklisches Weltbild).
Der Ausdruck wurde beim ersten Atombombentest im Rahmen des Manhattan-Projekts von den beteiligten Forschern aufgegriffen, um den entstehenden Atomblitz zu beschreiben. Ein Buch des Berliner Autors Robert Jungk, das sich mit diesem Thema befasst, heißt auch Heller als Tausend Sonnen.

## Herkules am Scheidewege

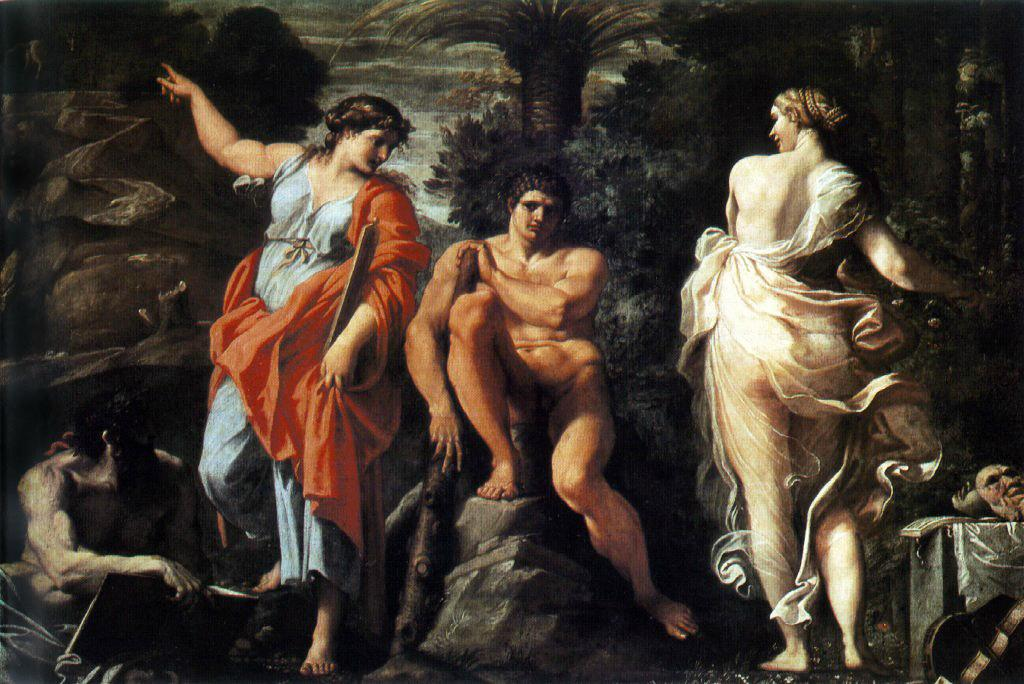
Annibale Carracci: Herkules am Scheidewege

Das Bild von Herkules am Scheidewege geht zurück auf eine Stelle in den Erinnerungen an Sokrates des griechischen Schriftstellers Xenophon, der erzählt, wie Herkules als junger Mann an eine Weggabelung kommt, an der ihm die Lust und die Tugend als Frauengestalten begegnen. Vor die Wahl gestellt, wählt Herkules den Weg der Tugend.
Der Sophist Prodikos erzählt die Fabel folgendermaßen:
„Eines Tages kam der junge Herakles an eine Weggabel, wo dem einsam sinnenden Jüngling zwei Frauen von hoher, aber sehr verschiedener Gestalt entgegentraten. An einem Weg stand eine Frau in kostbaren Gewändern, üppig geputzt, am anderen hingegen eine Frau in schlichter Kleidung, die bescheiden den Blick senkte. Zuerst sprach ihn die prächtige Frau (die Lust) an:
‚Wenn du meinem Weg folgst, Herakles, so wirst du ein Leben voller Genuss und Reichtum haben. Weder Not noch Leid werden dir hier begegnen, sondern nur die Glückseligkeit!‘
Dann die andere (die Tugend):
 ‚Die Liebe der Götter und seiner Mitmenschen lässt sich nicht ohne Mühsal erreichen. Auf dem Weg der Tugend wird dir viel Leid widerfahren, doch dein Lohn wird Achtung, Verehrung und Liebe der Menschen sein. Nur du kannst entscheiden, welcher Weg der deinige sein soll.‘
Herakles entschied sich, dem Pfad der Arete und Ehre zu folgen.“

## Hermann heeßt er!
Mit diesem Vers in Berliner Dialekt beginnen und enden die fünf Strophen eines Liedes, mit dem die Sängerin Claire Waldoff ab 1914 auftrat und das der Komponist Ludwig Mendelssohn für sie geschrieben hatte:
„Hermann heeßt er!
Wie der Mann
knutschen, drücken, küssen kann!
Druffgänger kenn’ ick schon viele,
aber so schnell kam zum Ziele
keener noch, ja, der is Meester!
Hermann heeßt er!“

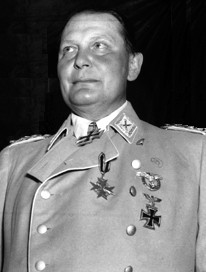
Hermann Göring mit Lametta

Das sentimentale Lied über einen geliebten Mann namens Hermann wurde während der Naziherrschaft um einen Spottvers vermehrt, der sich auf den Reichsmarschall Hermann Göring bezog. Waldoffs letzter öffentlicher Bühnenauftritt fand 1936 in der Berliner Scala in Anwesenheit von Propagandachef Joseph Goebbels statt, der dem Theaterdirektor drohte:
„Wenn ich diese Person noch einmal auf der Bühne sehe, verlasse ich die Scala.“
Zuvor hatte Goebbels bereits das Lied wegen der Parodie auf Göring verboten:
„Rechts Lametta, links Lametta,
Und der Bauch wird imma fetta,
In den Lüften ist er Meester –
Hermann heeßt er!“

## Herr der Fliegen
Herr der Fliegen, Beelzebub, war die hebräische Entstellung des Namens des Stadtgottes von Ekron im Land der Philister. Baal Zebul bedeutete ursprünglich „erhabener Herr“.
In Goethes Faust I beschreibt sich Mephisto selbst mit folgenden Worten:
„Herr der Ratten und der Mäuse,
Der Fliegen, Frösche, Wanzen, Läuse“
Besonders verbreitet wurde die Bezeichnung durch William Goldings Roman Lord of the Flies, in dem geschildert wird, wie eine Gruppe von Schuljungen auf einer unbewohnten Insel zu überleben versucht und dabei immer stärker verroht.

## Herr, dunkel war der Rede Sinn.
Diese Worte stammen aus Friedrich Schillers Ballade Der Gang nach dem Eisenhammer. Der Knecht Fridolin gibt sie seinem Herrn zur Antwort auf die Frage, was man zu ihm in der Eisenschmelze gesagt habe:
„In tiefes Staunen sinket hier
Der Graf, entsetzet sich:
‚Und welche Antwort wurde dir
Am Eisenhammer? sprich!‘ -
‚Herr, dunkel war der Rede Sinn,
Zum Ofen wies man lachend hin:
Der ist besorgt und aufgehoben,
Der Graf wird seine Diener loben.‘ -“
Dunkel war der Rede Sinn sagt man heute, wenn man andeuten will, dass man den Sinn einer Aussage nicht verstanden hat:
„Die Evangelische Akademie war prall gefüllt, kaum fand man einen Stehplatz, um Sloterdijks Ausführungen zum Thema ‚Was ist Menschlichkeit‘ zu lauschen. ‚Dunkel war der Rede Sinn‘, fasste Harald Tews in der Welt diese zusammen.“

## Herr: es ist Zeit. Der Sommer war sehr groß.
Mit diesen Worten beginnt Rainer Maria Rilkes Gedicht Herbsttag:
„Herr: es ist Zeit. Der Sommer war sehr groß.
Leg deinen Schatten auf die Sonnenuhren,
und auf den Fluren laß die Winde los.“
Mit dem Anfangsvers drückt man aus, dass man nun die Früchte seiner Arbeit genießen möchte.

## Herr Gorbatschow, öffnen Sie dieses Tor!
Der ehemalige US-Präsident Ronald Reagan sagte am 12. Juni 1987 in einer Rede vor dem Brandenburger Tor, zwei Jahre vor dem Fall der Berliner Mauer:
„Mr. Gorbachev, open this gate. Mr. Gorbachev, tear down this wall.“
„Herr Gorbatschow, öffnen Sie dieses Tor! Herr Gorbatschow, reißen Sie diese Mauer ein!“
Am gleichen Tag sagte Reagan außerdem noch:
„President von Weizsaecker has said: the German question is open as long as the Brandenburg Gate is closed.“
„Bundespräsident von Weizsäcker hat gesagt, die deutsche Frage ist offen, solange das Brandenburger Tor geschlossen ist.“

## Herr Ober! Dürfen wir Ihnen vielleicht irgendwas bringen?
Mit diesen Worten erinnert die Hauptfigur in Loriots Filmkomödie Pappa ante Portas beim Besuch in einem gutbürgerlichen Restaurant dem gehetzten Ober daran, dass er immer noch nicht die Bestellung entgegengenommen hat. Vorher sagt er noch zu seiner Frau:
„Die mögen uns hier nicht.“
Das Filmzitat hat Eingang in die Alltagssprache gefunden und findet sich zum Beispiel in der Beschreibung eines Münchner Cafés:
„Alles erinnert an Loriots ‚Herr Ober, dürfen wir IHNEN vielleicht etwas bringen?‘ Lahme Bedienungen, unaufmerksam, pampig …, und das Essen war auch mal besser.“

## Herr, schenk mir Geduld, aber bitte sofort!
Diese ungeduldige Aufforderung ist der Titel eines Buchs von Reinhard Egg mit dem Untertitel „Vom Sinn des Wartens in einer schnellebigen Zeit“.
Eine noch ungeduldigere Version dieses Spruchs ist:
„Lieber Gott! Schenk mir Geduld! Aber zack, zack!“
In der Zeitung der Evangelischen Kirchengemeinde Denklingen wird das Zitat aufgegriffen und folgendermaßen erläutert:
„Der als Scherz gemeinte Satz: ‚Herr, schenk’ mir Geduld! Aber bitte sofort!‘ fasst es anschaulich zusammen. Die gute Absicht ist da, aber die Art es umzusetzen ist echt menschlich.“
Der Spruch dürfte eine parodistische Verdrehung eines bekannten Zitats von Augustinus sein, in dem er sein Verhältnis zur Keuschheit in seiner eigenen Jugend so schildert:
[B]ei dem Beginn meiner Jünglingsjahre hatte ich dich um Keuschheit gebeten und gesagt: ‚Gib mir Keuschheit und Enthaltsamkeit, doch nicht sogleich!‘ Denn ich fürchtete, du möchtest mich allzu schnell erhören, mich allzu schnell heilen von der Krankheit meiner Lüste, die ich lieber bis zur Hefe genießen als erlöschen wollte. (Confessiones, VIII.7.)
Die Stelle „Gib mir Keuschheit …“ wird oft aus dem berichtenden Kontext gerissen und verkürzt als: „Herr, gib mir Keuschheit, aber nicht sofort!“ wiedergegeben.

## Herrlichen Zeiten führe ich euch entgegen.
Diese Worte richtete der deutsche Kaiser Wilhelm II. bei der Wende zum 20. Jahrhundert an das deutsche Volk und sprach dabei wohl einem großen Teil des Volks aus dem Herzen, denn um diese Zeit hatte ein immenser Fortschrittsglaube um sich gegriffen.
Wörtlich sagte Wilhelm 1892 in einer Rede beim Festmahl des Brandenburgischen Provinziallandtags:
„Zu Großem sind wir noch bestimmt, und herrlichen Tagen führe ich euch noch entgegen.“
Wilhelms Regierungszeit endete allerdings mit der Katastrophe des Ersten Weltkriegs.

## Herz, mein Herz, was soll das geben?
Mit diesen Worten beginnt Johann Wolfgang Goethes Gedicht Neue Liebe, neues Leben, in dem die Beunruhigung geschildert wird, die ein Verliebter in der Nähe seiner Angebeteten spürt.
Goethe greift damit den Anfang eines Kriegsgedichts des griechischen Lyrikers Archilochos auf („Θυμὲ θύμ’.“ – Thyme, thym’), dessen erste Verse in der deutschen Übersetzung folgendermaßen lauten:
Herz, mein Herz, so tauche wieder

Aus dem Meer des Elends auf!

Wirf die Brust ins Kampfgetümmel,

Hemme deines Unheils Lauf.
Goethes Gedicht beginnt mit den folgenden Versen:
Herz, mein Herz, was soll das geben?

Was bedränget dich so sehr?

Welch ein fremdes, neues Leben!

Ich erkenne dich nicht mehr.

## Heureka!

Siegel des US-Bundesstaates Kalifornien mit dem Motto „Heureka“

Heureka (altgriechisch: Εὕρηκα. bedeutet so viel wie „Ich hab’s gefunden!“)
Der Ausruf ist nach einer von Plutarch und Vitruv überlieferten Anekdote berühmt geworden, der zufolge Archimedes unbekleidet und laut „Heureka!“ rufend durch die Stadt Syrakus gelaufen sein soll, nachdem er in der Badewanne das nach ihm benannte Archimedische Prinzip entdeckt hatte. Der Tyrann von Syrakus wollte wissen, ob seine Krone wirklich aus reinem Gold war, und bat Archimedes, den Goldgehalt der Krone zu überprüfen. Archimedes dachte lange nach, aber er fand zunächst keine Lösung. Als er aber im Bad bemerkte, dass Badewasser über den Rand schwappte und die abgeflossene Wassermenge dem Volumen seines Körpers entsprach, rannte Archimedes begeistert nackt durch Syrakus und rief laut: „Ich hab’s!“
Seitdem ist Heureka ein freudiger Ausruf bei der gelungenen Lösung einer schweren Aufgabe.
Heureka ist auch das Motto des US-Bundesstaates Kalifornien, der dieses Wort in seinem Staatssiegel führt. Es bezieht sich dabei auf die Entdeckung von Gold bei Sutter’s Mill im Januar 1848, die den kalifornischen Goldrausch auslöste.

## Heute hier, morgen dort

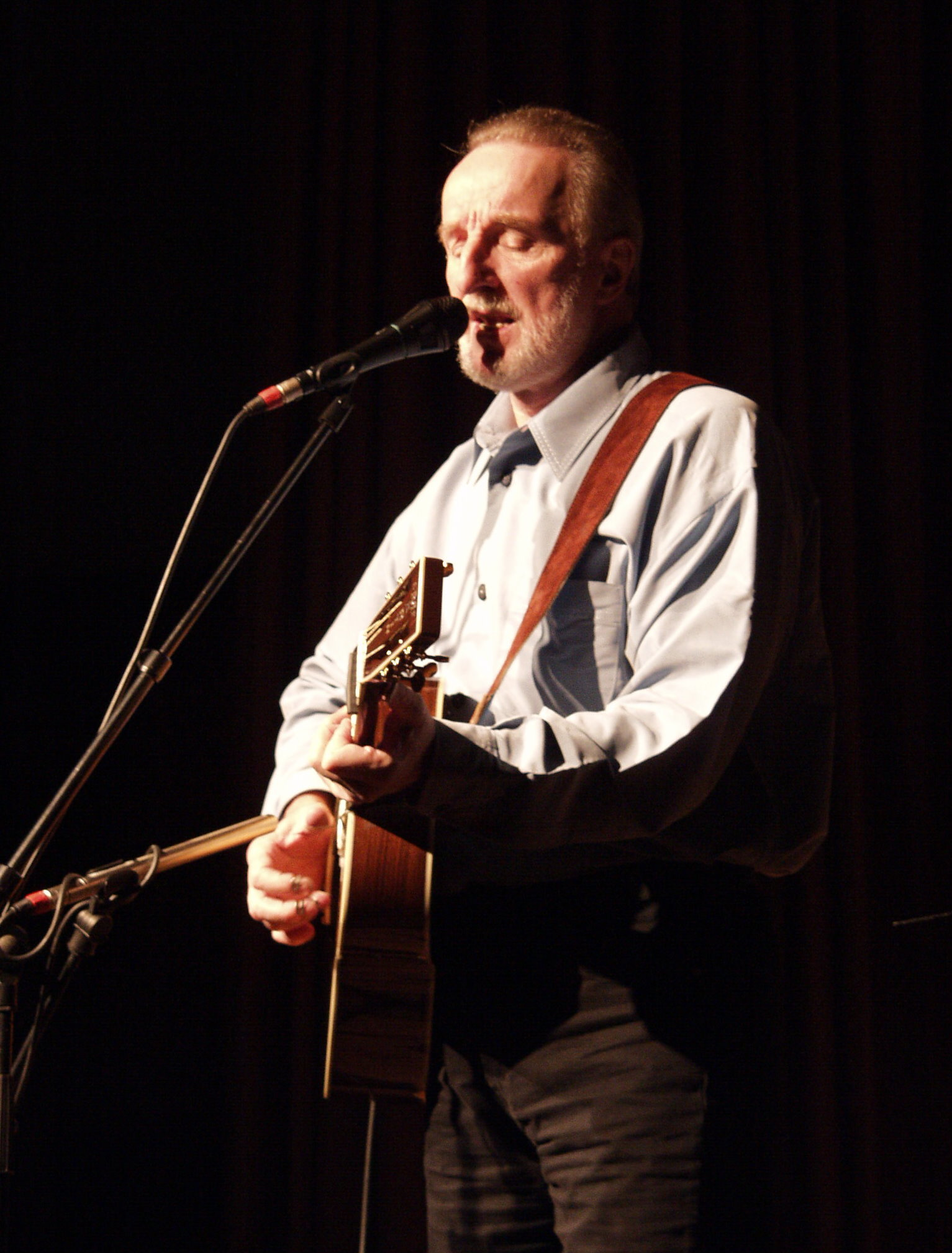
Hannes Wader, 2004

Heute hier, morgen dort ist der bekannteste Titel des Liedermachers Hannes Wader. Die Melodie entstammt dem Song Indian Summer des US-amerikanischen Musikers Gary Bolstad, der in den 1960er Jahren in Berlin Tiermedizin studierte und in Folkclubs auftrat. Heute hier, morgen dort wurde mit seiner eingängigen Melodie zu einer Art modernem Volkslied, das besonders in den 1970er und 1980er Jahren häufig bei Gruppenabenden, Klassenfahrten und ähnlichen Anlässen zur Gitarre gesungen wurde:
„Heute hier, morgen dort,
bin kaum da, muss ich fort,
hab’ mich niemals deswegen beklagt.
Hab es selbst so gewählt,
nie die Jahre gezählt,
nie nach gestern und morgen gefragt.“
Das Lied beschreibt das Lebensgefühl eines Menschen, der immer unterwegs ist, nie nach „Gestern und Morgen“ fragt, aber gelegentlich deswegen „schwere Träume“ hat.
Titel und Text des Liedes knüpfen an die Tradition und Lebenshaltung der Wandervogel-Bewegung an (siehe insbesondere das Lied Die Lappen hoch, wir wollen seilen, das seinerseits das russische Seemannslied Ty morjak zitiert) und wurden zu einem geflügelten Wort. So überschreibt die Wirtschaftswoche einen Artikel über die Zukunft der Arbeit mit „Heute hier, morgen dort“ und erklärt, dass die Arbeitswelt vor einem radikalen Wandel stehe, der von dem Wort Flexibilität dominiert werde.

## Heute ist nicht alle Tage.
Der Spruch aus dem Abspann der Fernsehserie Der rosarote Panther ging in die Alltagssprache über. In dem Lied Wer hat an der Uhr gedreht… heißt es:
„Wer hat an der Uhr gedreht?
Ist es wirklich schon so spät?
Schade, dass es sein muss
Ist für heute wirklich Schluss???

Heute ist nicht alle Tage,
Ich komm wieder, keine Frage“

## Heute mach’ ich mir kein Abendbrot, heut mach’ ich mir Gedanken.
Diese Worte wurden vom Kabarettisten Wolfgang Neuss gebraucht, werden aber nach manchen Quellen dem Schriftsteller Kurt Tucholsky zugeschrieben. So heißt es in einem Artikel des Nachrichtenmagazins Der Spiegel um die Polit-Affäre zwischen Wolfgang Schäuble und seiner „Parteifreundin“ Brigitte Baumeister um Spendengelder:
„Vor allem Hofmann und Ströbele lieferten sich am späten Abend gereizte Rededuelle mit Schäuble, der am Ende des langen Tages auf hypothetische Fragen genervt ein Bonmot von Tucholsky frei zitierte: ‚Heute mache ich mir kein Abendbrot, heute mache ich mir Gedanken.‘“
In abgewandelter Form greifen auch die Prinzen den Satz im Lied Was soll ich ihr schenken? auf:
„Ich mach mir heut’ kein Abendbrot, ich mach mir solche Sorgen!“

## Hie Welf –, hie Waiblingen!

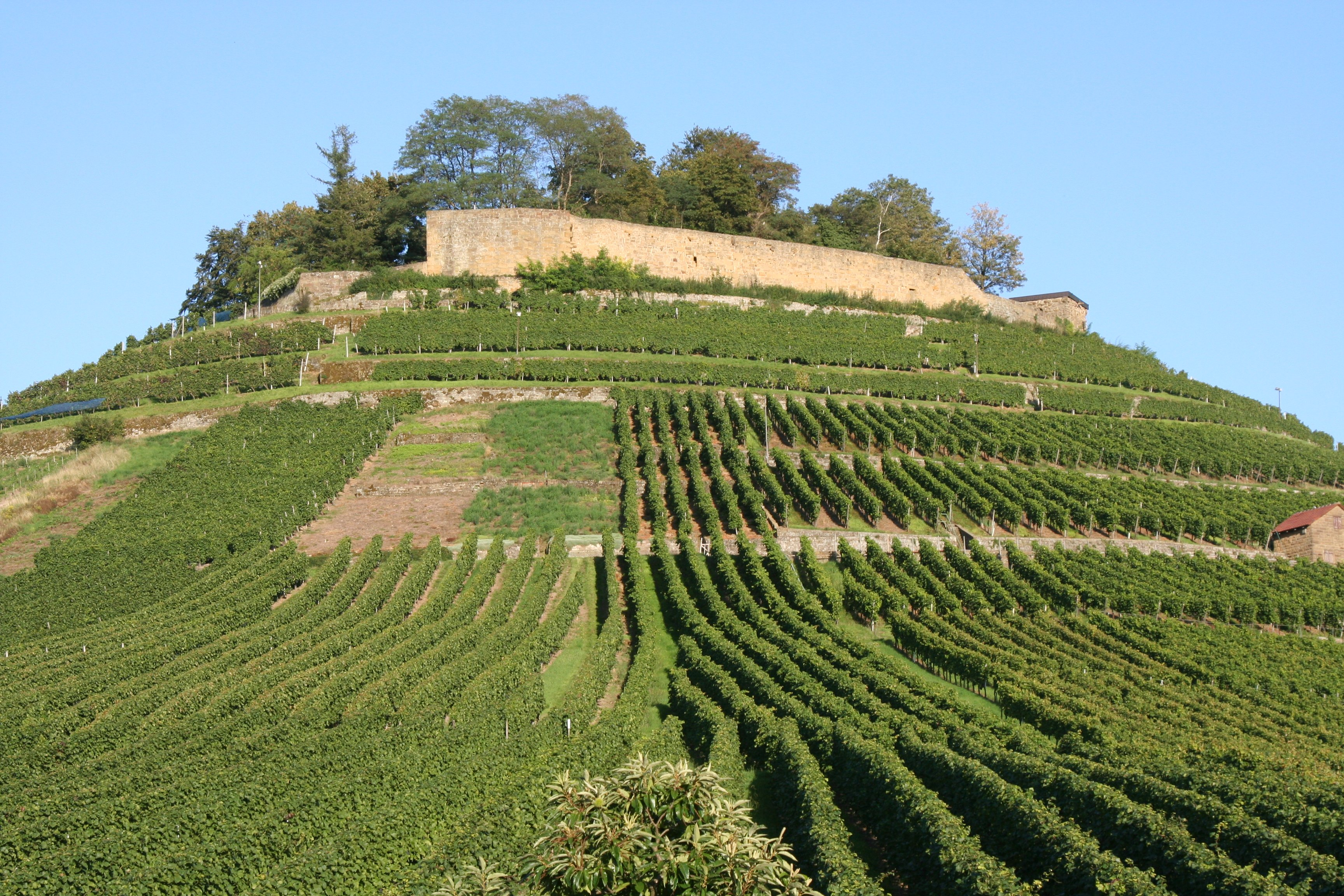
Burgruine Weibertreu bei Weinsberg

Dieser Schlachtruf soll zuerst bei der Schlacht um Weinsberg im Jahr 1140 gebraucht worden sein. Die nach der staufischen Burg Waiblingen benannte Partei des Stauferkönigs Konrad III. besiegte dort die Gegenpartei der Welfen, eines fränkischen Adelsgeschlechts, das durch die Wahl Konrads zum König seine Machtansprüche verletzt sah.
Aus dem Schlachtruf entstanden in italienisierter Form die Namen der Papst- und der Staufer-Partei Guelfen bzw. Ghibellinen; wobei die Guelfen Anhänger der Kirche wurden und die Ghibellinen auf der Seite der Staufer blieben.
Ausgehend von diesen Parteibezeichnungen entstanden in Deutschland und Italien folgende Sprichwörter:
„Ich bin nicht Welf, nicht Ghibellin, dem, der gut zahlt, häng’ ich den Mantel hin.“
„Guelfo non son, nè Ghibellin m’ appello; chi mi dà più, io volterò mantello, chi mi dà da mangiar, tengo da quello.“

## Hier bin ich Mensch, hier darf ich’s sein.
Dieses Zitat stammt aus Goethes Drama Faust I. Faust sagt beim Osterspaziergang:
„Selbst von des Berges fernen Pfaden
Blinken uns farbige Kleider an.
Ich höre schon des Dorfs Getümmel,
Hier ist des Volkes wahrer Himmel,
Zufrieden jauchzet groß und klein:
Hier bin ich Mensch, hier darf ich’s seyn.“
Sein Famulus Wagner antwortet auf Fausts Monolog:
„Mit euch, Herr Doctor, zu spazieren
Ist ehrenvoll und ist Gewinn;
Doch würd’ ich nicht allein mich her verlieren,
Weil ich ein Feind von allem Rohen bin.“

## Hier irrt Goethe.
Hier irrt Goethe ist ein dem Philologen Heinrich Düntzer zugeschriebenes Zitat, das als Beispiel für die Engstirnigkeit von Wissenschaftlern steht.
Heinrich Düntzer kommentierte Goethes von Eckermann überlieferte Feststellung, seine erste und letzte Liebe sei Lili Schönemann gewesen, mit:
„Auch dies konnte Goethe nicht mit Recht behaupten.“
Dies wurde später verkürzt zu dem folgenden Diktum:
„Hier irrt Goethe. Das trifft vielmehr auf Friederike Brion zu!“
Lili Schönemann verlobte sich im Frühjahr 1775 mit Goethe. Das Verlöbnis wurde schon nach einem halben Jahr wieder gelöst, denn die Elternhäuser standen der Verbindung ablehnend gegenüber.
Friederike Brion war eine elsässische Pfarrerstochter und hatte in der Tat schon ein paar Jahre vorher (1770/1771) eine kurze, aber heftige Liebschaft mit dem jungen Goethe.

## Hier ist Rhodos, hier springe!
In Aesops Fabel „Der prahlerische Fünfkämpfer“ rühmt sich jemand, er habe in Rhodos einst einen gewaltigen Sprung getan, und beruft sich auf Zeugen. Einer der Umstehenden antwortet ihm:
„Freund, wenn’s wahr ist, brauchst du keine Zeugen. Hier ist Rhodos, hier springe“.
Dieser Satz wird meistens lateinisch in der Form „Hic Rhodus, hic salta!“ zitiert.
Wörtlich aber heißt es bei Aesop:
„Sieh, hier ist Rhodos, hier ist auch der Sprung.“
Die griechische Originalversion ist Ἰδοῦ Ῥόδος, καὶ ἀποπήδησον. – Idou Rhodos kai apopēdēson.

## Hier stehe ich, ich kann nicht anders.

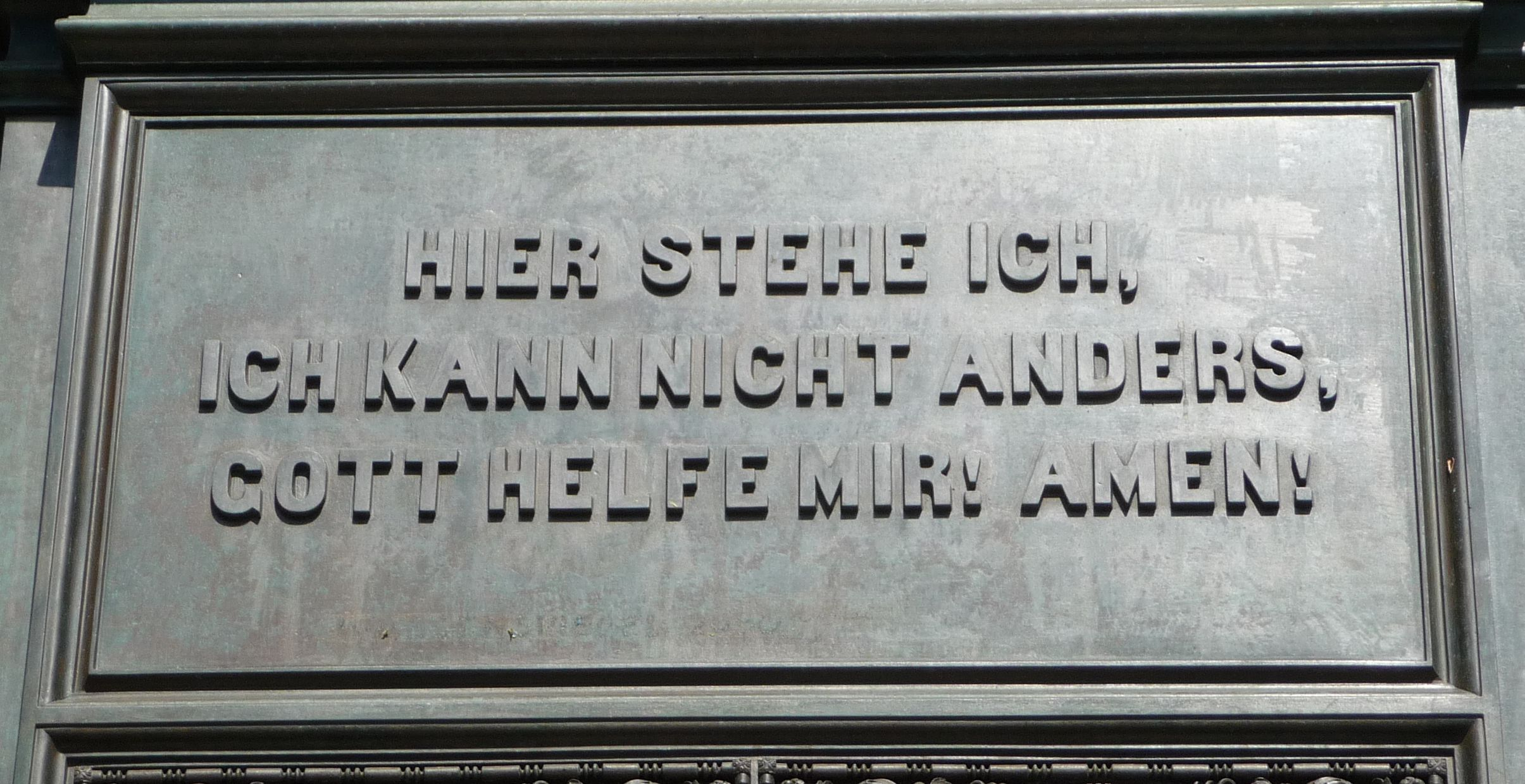
Schrifttafel am Sockel der Lutherstatue des Reformationsdenkmals Worms

Die oft zitierte Formulierung
„Hier stehe ich, ich kann nicht anders, Gott helfe mir, Amen.“
ist kein historisches Wort Martin Luthers, jedoch von großer Wirkungsgeschichte, vgl. Bilder. Sie fasst Luthers Worte am 17. April 1521 vor dem Reichstag zu Worms zusammen, als er vor den versammelten Fürsten und Reichsständen zum Widerruf aufgefordert wurde und nach einem Tag Bedenkzeit erklärte:

„[Da] … mein Gewissen in den Worten Gottes gefangen ist, kann und will ich nichts widerrufen, weil es gefährlich und unmöglich ist, etwas gegen das Gewissen zu tun. Gott helfe mir. Amen.“

## Hier wendet sich der Gast mit Grausen.

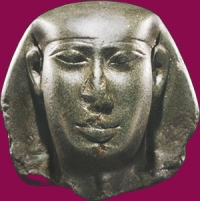
Pharao Amasis (Ägyptens König)

Diese Worte sagt in Friedrich Schillers Ballade Der Ring des Polykrates der ägyptische Pharao Amasis zu seinem Freund, dem Tyrannen Polykrates von Samos. Der ägyptische König befürchtet den Neid der Götter, denn Polykrates scheint unbegrenzt Erfolg und Glück zu haben. Er rät ihm deshalb, seinen teuersten Schatz ins Meer zu werfen. Polykrates wirft seinen Lieblingsring ins Meer, doch am folgenden Tag erscheint der Koch, der den Ring in einem gefangenen Fisch gefunden hat. Amasis ist nun der Ansicht, dass die Götter das Verderben seines Freundes wollen, und verlässt Polykrates auf der Stelle:
„Hier wendet sich der Gast mit Grausen:
‚So kann ich hier nicht ferner hausen,
Mein Freund kannst du nicht weiter sein.
Die Götter wollen dein Verderben;
Fort eil’ ich, nicht mit dir zu sterben.‘
Und sprach’s und schiffte schnell sich ein.“
Die Ballade behandelt das Thema, dass größter Erfolg nur den umso gewisseren tiefen Sturz befürchten lässt.

## Hier wo mein Wähnen Frieden fand

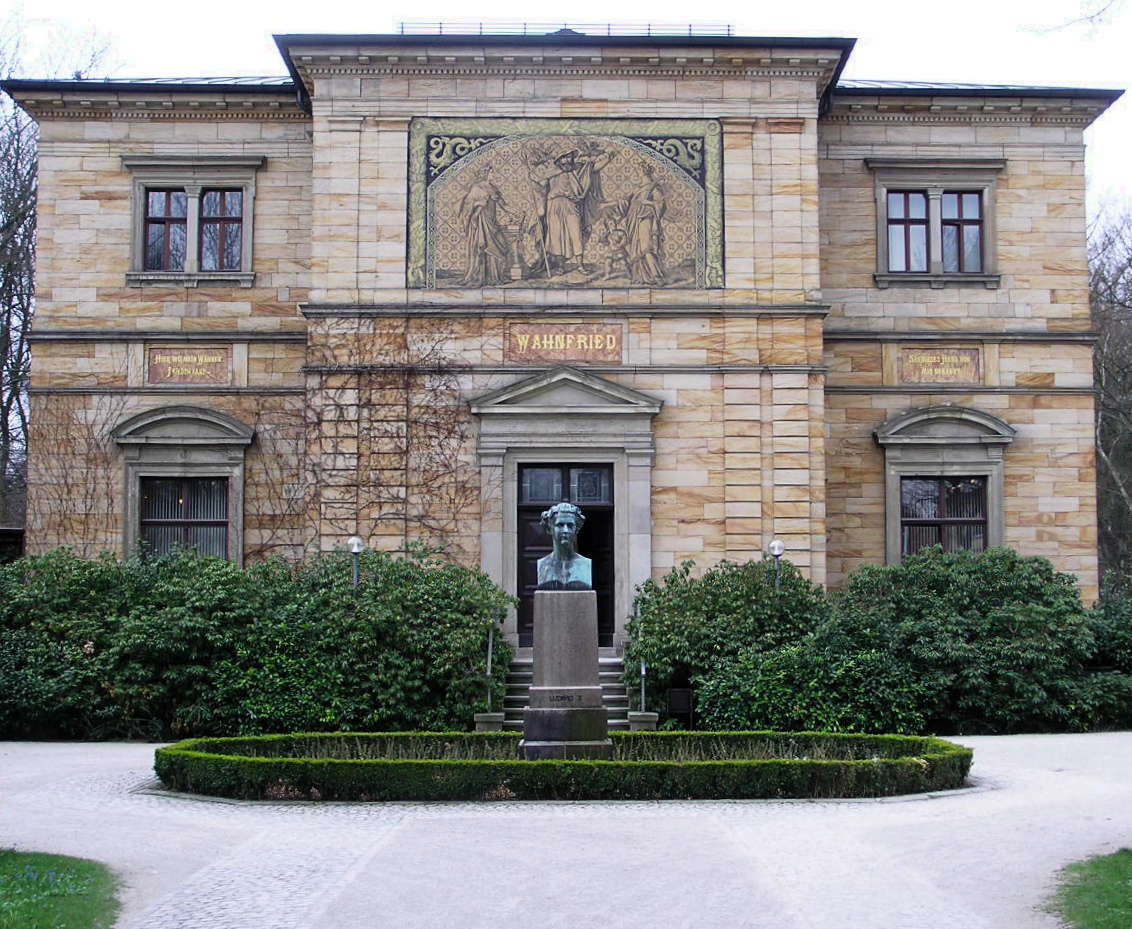
Haus Wahnfried

Dies ist das Motto von Richard Wagners ehemaligem Wohnhaus in Bayreuth, dem Haus Wahnfried, an dessen Frontseite der folgende Spruch eingraviert ist:
„Hier wo mein Wähnen Frieden fand – Wahnfried – sei dieses Haus von mir benannt.“
In diesem Motto manifestiert sich Wagners Überzeugung, in Bayreuth die Erfüllung seines Lebens gefunden zu haben. Richard Wagner konzipierte diesen Hausspruch am 21. Mai 1876 und ließ ihn auf drei Tafeln (inklusive Namen) aufgeteilt an der Frontseite anbringen.

## Hilf, Samiel!
Diese Anrufung eines bösen Geistes stammt aus dem Libretto zu Carl Maria von Webers Oper Der Freischütz. Aus Angst davor, bei einem Probeschuss zu fehlen, geht der Jägerbursche Max einen Pakt mit dem schwarzen Jäger Samiel ein, der ihm mit der Zauberkraft einer treffsicheren Freikugel helfen will:
Im 2. Akt ruft Kaspar:
„Trefflich bedient! Gesegn’ es, Samiel! Er hat mir warm gemacht! Aber wo bleibt Max? Sollte er wortbrüchig werden? Samiel, hilf!“
Später ruft er:
„Hilf, Samiel! Alberne Fratzen! Hahaha! Sieh noch einmal hin, damit du die Folgen deiner feigen Torheit erkennest.“

## Himmel auf Erden
Als frühester Beleg für diesen Ausdruck gilt eine Stelle aus der Versdichtung Das verlorene Paradies des englischen Dichters John Milton, wo das Paradies für Adam und Eva als heaven an earth bezeichnet wird.
1797 veröffentlichte der Pädagoge Christian Gotthilf Salzmann ein Buch mit dem Titel Der Himmel auf Erden Oder Weg zur Glückseligkeit.

## Himmelhoch jauchzend, zum Tode betrübt
Die beiden Zeilen stammen aus dem Lied, das Klärchen, die Geliebte Egmonts, im 3. Aufzug von Goethes Trauerspiel Egmont singt:
„Freudvoll
Und leidvoll,
Gedankenvoll sein; langen und bangen
in schwebender Pein,
himmelhoch jauchzend, zum Tode betrübt;
glücklich allein
ist die Seele, die liebt.“
Das Zitat drückt den abrupten Wechsel von Überschwang zu Traurigkeit aus. Vertont wurde das Lied von Beethoven, Schubert und Liszt.
Oft wird die Passage falsch zitiert:
a) „hangen und bangen“ anstelle korrekt „langen und bangen“;
b) „zu Tode betrübt“ anstelle korrekt „zum Tode betrübt“.
Der Ausdruck wird in der Psychologie auch zur Beschreibung der Symptome einer Bipolaren Störung verwendet.

## Hoch klingt das Lied vom braven Mann.
Mit diesen Worten beginnt die Ballade Das Lied vom braven Mann des Dichters Gottfried August Bürger:
„Hoch klingt das Lied vom braven Mann,
Wie Orgelton und Glockenklang.
Wer hohes Muts sich rühmen kann,
Den lohnt nicht Gold, den lohnt Gesang.
Gottlob! daß ich singen und preisen kann:
Zu singen und preisen den braven Mann.“
Das Gedicht handelt von einem armen, aber rechtschaffenen Bauern, der eine heldenhafte Rettungstat vollbringt, das als Preis ausgesetzte Gold jedoch den geretteten Opfern überlässt:
„‚Mein Leben ist für Gold nicht feil.
Arm bin ich zwar, doch eß ich satt.
Dem Zöllner werd eur Gold zuteil,
Der Hab und Gut verloren hat!‘
So rief er, mit herzlichem Biederton,
Und wandte den Rücken und ging davon.“
Angelehnt an diese bekannte Ballade ist Erich Kästners Gedicht Das Lied vom kleinen Mann, das folgendermaßen beginnt:
„Hoch klingt das Lied vom Kleinen Mann
Es klingt so hoch wie es nur kann
hoch über seinen Buckel.“

## Hochmut kommt vor dem Fall.

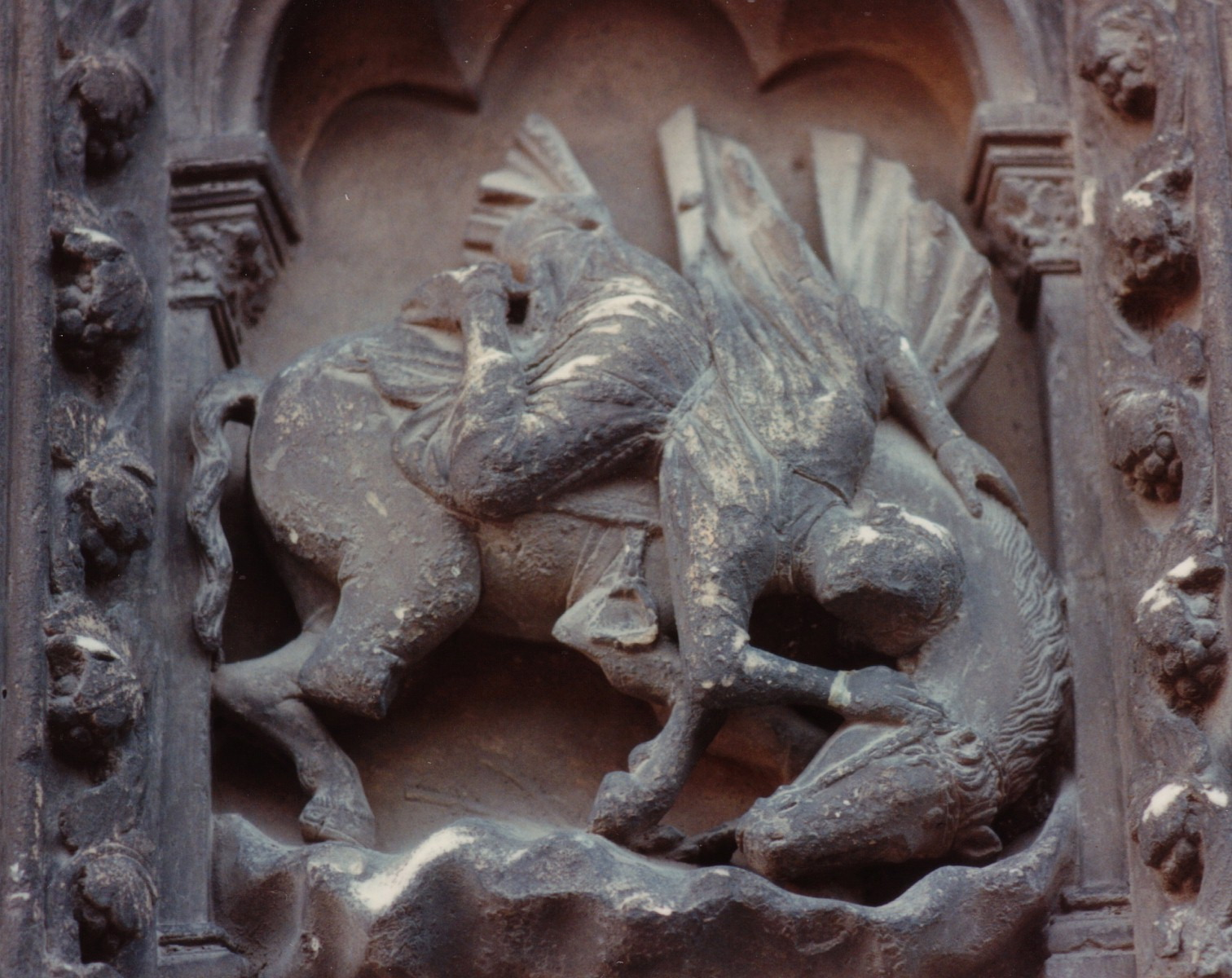
Darstellung in der Kathedrale von Chartres

Dieses Sprichwort stammt aus dem alttestamentlichen Buch der Sprichwörter, wo es in der deutschen Übersetzung heißt:
„Stolzer Mut kommt vor dem Fall.“
Ähnliche Feststellung finden sich im Buch Tobit:
„Hoffart … ist ein Anfang alles Verderbens.“
und dem Buch Jesus Sirach:
„Hochmut thut nimmer gut und kann nichts denn Arges daraus erwachsen.“
Hochmut ist eine der Sieben Wurzelsünden der katholischen Morallehre.

## Höchste Eisenbahn
Siehe Allerhöchste Eisenbahn

## Höflichkeit des Herzens.
In Goethes Roman Die Wahlverwandtschaften schreibt Ottilie in ihr Tagebuch:
„Es gibt eine Höflichkeit des Herzens; sie ist der Liebe verwandt.“
Auch in Friedrich Nietzsches Schrift Jenseits von Gut und Böse findet sich diese Formulierung:
„Sich über ein Lob freuen ist bei manchen nur eine Höflichkeit des Herzens- und gerade das Gegenstück einer Eitelkeit des Geistes.“
Gemeint ist mit dieser Formulierung eine Höflichkeit, die von innen kommt.

## Höherer Blödsinn
Der Ausdruck „Höherer Blödsinn“ wurde um 1850 wohl von dem verärgerten Verleger Otto Wigand in den „Jahrbüchern für Wissenschaft und Kunst“ zum ersten Mal verwendet. Dort heißt es:
„Wir meinen die Gesellschafts-Schwindel im lieben deutschen Vaterland: temporäre Gefühlsausschwitzungen en gros; Geblütsaufwallungen, die bis zu gelinder Raserei gehen, wenigstens auf dem Niveau des höheren Blödsinns stehen.“
Der Artikel zielt gegen den Reklamerummel, der bald mit einer berühmten Sängerin oder Tänzerin, bald mit einem modischen Literaturwerk getrieben wurde.
Die politisch-satirische Wochenzeitschrift Kladderadatsch hingegen biegt den Sinn des Ausdrucks in der Weise um, dass er darunter den zum Ulk gesteigerten Humor versteht, und benutzt 1856 den Ausdruck „Stil des höheren Blödsinns“.

## Hölle auf Erden
Dieser Ausdruck geht wohl auf die apokryphe Weisheit Salomos im Alten Testament zurück. Dort heißt es:
„… und was in der Welt geschaffen wird, das ist gut, und ist nichts Schädliches darin. Dazu ist der Hölle Reich nicht auf Erden“
Der Literaturhistoriker Johann Gottfried Gruber veröffentlichte 1800 ein Buch mit dem Titel Die Hölle auf Erden, oder Geschichte der Familie Fredini.

## Homerisches Gelächter

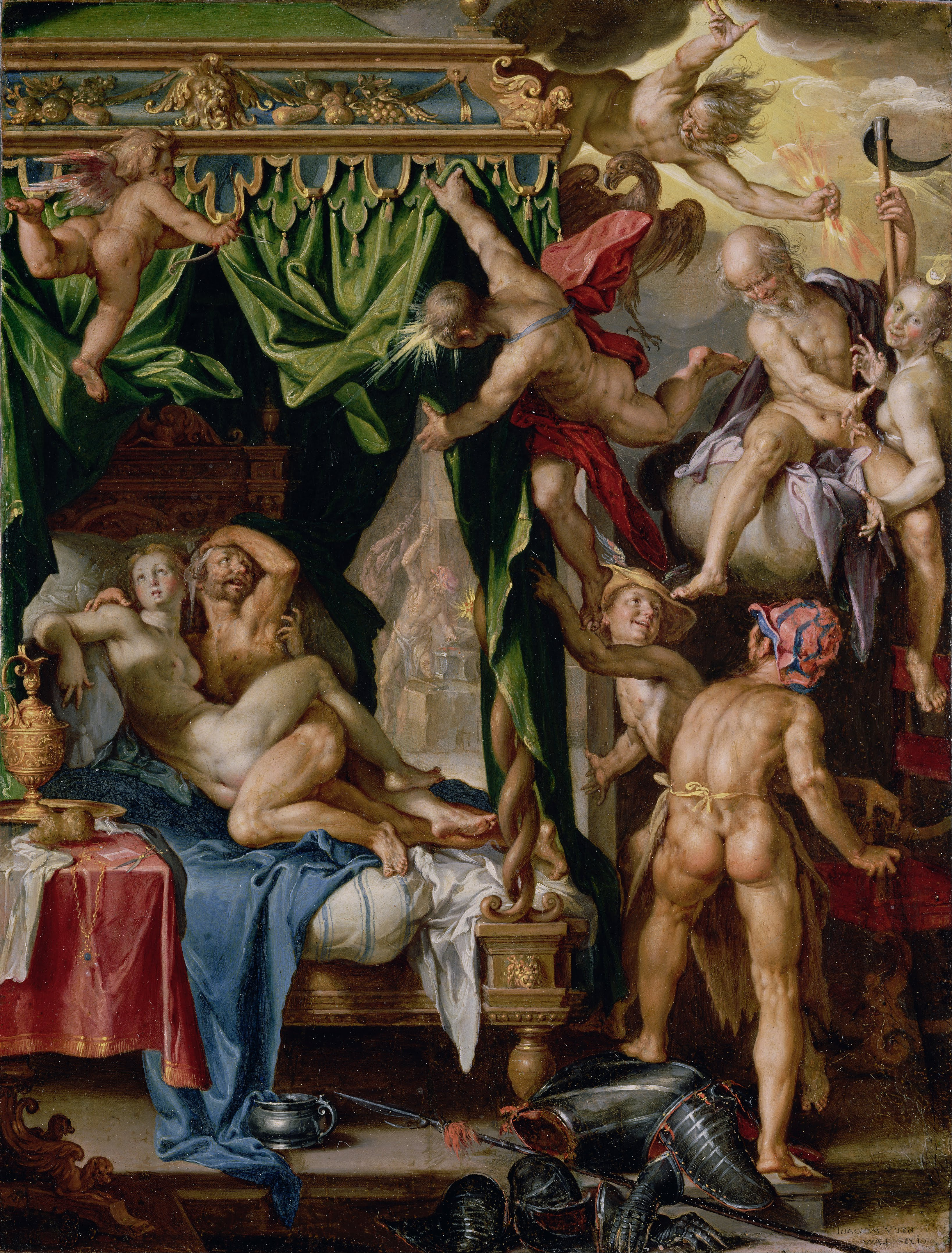
Aphrodite und Ares werden von den anderen Göttern ausgelacht, Gemälde von Joachim Wtewael.

Homerisches Gelächter (griechisch: ἄσβεστος γέλως – ásbestos gélos „unauslöschliches Gelächter“) bezeichnet das laute herzliche Lachen, das der epische Dichter Homer in der Ilias (I, 599) und der Odyssee (VIII, 326) die Götter anstimmen lässt.
Anlass dazu war in der Odyssee der Gott Hephaistos: Er hatte seine Gattin Aphrodite, die ihn mit Ares betrog, zusammen mit diesem in einem Netz gefangen, das er über seinem Ehebett angebracht hatte.
In der Übersetzung von Johann Heinrich Voß heißt es:
„Jetzo standen die Götter, die Geber des Guten, im Vorsaal;
Und ein langes Gelächter erscholl bei den seligen Göttern,
Als sie die Künste sahn des klugen Erfinders Hephästos.“
Der Begriff hat sich bis heute für laut schallendes, nicht endendes Lachen gehalten:
- „Homerisches Gelächter an der Börse“
- „Beim Lesen des Beitrags dürfte ein minutenlanges homerisches Gelächter um den Erdenball gedonnert sein.“
- „Homerisches Gelächter über SPÖ“

## Hommingberger Gepardenforelle

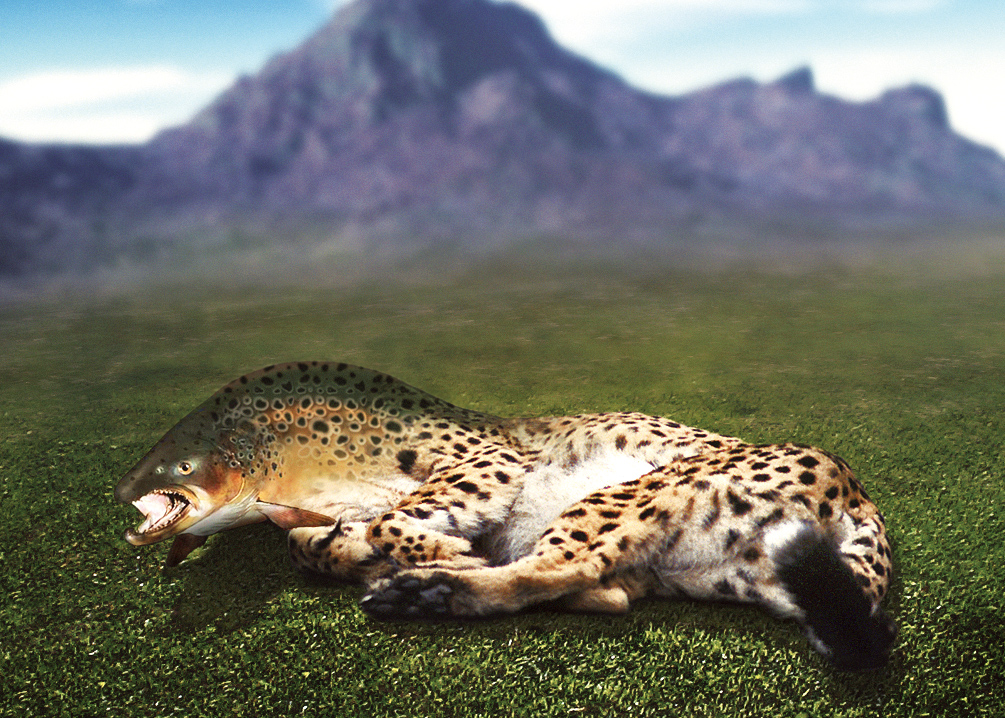
Phantasiebild einer Hommingberger Gepardenforelle

Hommingberger Gepardenforelle ist ein Suchbegriff, mit dem die Computerzeitschrift c’t im April 2005 einen Suchmaschinenoptimierungs-Wettstreit ausrief. Ziel war, an den zwei Stichtagen 15. Mai und 15. Dezember 2005 jeweils um 11:00 Uhr die beste Position in den Suchmaschinen Google, Yahoo!, MSN und Seekport zu belegen.
Damit sollte ein Einblick in die Rankingmechanismen der Suchdienste und aktuelle Trends der Optimierung ermöglicht werden.
Der Begriff wurde gewählt, weil es weder einen Ort Hommingberg noch eine Gepardenforelle gibt und somit die Suchmaschinen dazu vor dem Beginn des Wettbewerbes keine Treffer lieferten. Vorbilder waren der englische Begriff Nigritude ultramarine und der Versuchsaufbau von Schnitzelmitkartoffelsalat.
Nach einer Woche gehörte der fiktive Fisch zu den häufigsten Fischen der Welt. Plötzlich boten zahlreiche Zuchtbetriebe eine eigene Webseite, es kursierten Kochrezepte und wurden Fossilien gefunden. Die Zahl der Sichtungen stieg bei Google zwischen dem 16. April und dem 25. April von Null auf 542.000.

## Homo faber
Der Begriff homo faber (deutsch: „der kunstfertige Mensch“) wird in der philosophischen Anthropologie benutzt, um den modernen Menschen von älteren Menschheitsepochen durch seine Eigenschaft als aktiver Veränderer seiner Umwelt abzugrenzen.
Die Bezeichnung findet sich 1928 in Max Schelers Schrift Die Stellung des Menschen im Kosmos. Demnach bedeutet homo faber einen Menschen, der sich nicht wesentlich vom Tier unterscheidet, sondern der nur eine ausgeprägtere Intelligenz und ein höheres handwerkliches Geschick aufweist.
Homo faber – Ein Bericht ist der Titel eines 1957 erschienenen Romans von Max Frisch, der 1991 von Volker Schlöndorff als Homo Faber verfilmt wurde.
Im Laufe des Romans muss der Ingenieur und Entwicklungshelfer Walter Faber feststellen, dass seine technische Weltsicht nicht für die Erfassung der Wirklichkeit ausreicht.
Frisch kritisiert den Typ des Homo faber, der in den 1950er Jahren als Leitbild für zweckrationales Rollenverhalten stand.

## Homo homini lupus
Homo homini lupus (lateinisch: „Der Mensch ist dem Menschen ein Wolf“) ist ein Zitat des römischen Komödiendichters Plautus, dessen Originaltext vollständig folgendermaßen lautet:
„Lupus est homo homini, non homo, quom qualis sit, non novit.“ („Der Mensch ist dem Menschen ein Wolf, kein Mensch, wenn er nicht weiß, welcher Art [sein Gegenüber] ist.“)
Ein Kaufmann begründet mit diesen Worten seine Weigerung, einem Unbekannten eine größere Geldsumme auszuhändigen.
Bekannt wurde der Ausspruch durch den englischen Staatstheoretiker Thomas Hobbes. Der Staat kann zwischen den Menschen Frieden schaffen, aber vielleicht nur so, dass er sie dabei besser besteuern kann.

## Homo ludens
Der Homo ludens (lateinisch: „der spielende Mensch“) entwickelt über das Spiel seine Fähigkeiten. Er entdeckt seine Eigenschaften und entwickelt sich dadurch selbst. Das Spielen ist der Handlungsfreiheit gleichgesetzt und setzt eigenes Denken voraus.
Friedrich Schiller hob in seinen Briefen Über die ästhetische Erziehung des Menschen die Wichtigkeit des Spielens hervor und sprach sich gegen die Spezialisierung und Mechanisierung der Lebensvollziehung aus. Nach Schiller ist das Spiel eine menschliche Leistung, die allein in der Lage ist, die Ganzheitlichkeit der menschlichen Fähigkeiten hervorzubringen. Schiller war es auch, der die berühmt gewordene Sentenz prägte: „… und er [der Mensch] ist nur da ganz Mensch, wo er spielt.“

## Hopfen und Malz, Gott erhalt's
Hopfen und Malz sind neben Hefe und Wasser die Grundzutaten bei der Herstellung von Bier. Die alte Redensart Hopfen und Malz, Gott erhalt's findet sich öfters an Bierkrügen und Wandbildern.

## Hopfen und Malz verloren
„Da ist Hopfen und Malz verloren“ oder auch „Bei dem ist Hopfen und Malz verloren“ ist eine Redewendung, die besagt, dass bei einer Person oder in einem Sachverhalt alle Mühe vergeblich ist und keine Verbesserung der Situation mehr zu erwarten ist. Sie stammt aus der Bierbrauerei, die früher viel öfter auch im kleingewerblichen oder privaten Bereich stattfand, wo weit weniger professionell organisiert und oft improvisiert gearbeitet wurde. Für den Fall, dass das Bier geschmacklich schon während des Brauprozesses unrettbar verdorben war, waren die wichtigsten Zutaten, Hopfen und Malz, verloren.

## Hoppla, jetzt komm ich!
„Hoppla, jetzt komm ich!“ war der Titel eines deutschen Schlagers aus dem Jahr 1932, mit dem sich Hans Albers als raubeiniger Draufgänger mit Herz charakterisierte.
Mehrfach in diesem Lied kommen die folgenden Verse vor:
Hoppla, jetzt komm ich!

Alle Türen auf, alle Fenster auf.

Hoppla, jetzt komm ich,

und wer mit mir geht, der kommt eins rauf.

## Horch, was kommt von draußen rein?
Mit diesem Vers beginnt ein beliebtes Volkslied, das seit Ende des 19. Jahrhunderts bekannt ist und zuerst im studentischen Milieu Verbreitung fand:
„Horch, was kommt von draußen rein?
Hollahi, hollaho.
wird wohl mein Feinsliebchen sein.
Hollahi, hollaho
Geht vorbei und schaut nicht rein,
Hollahi, hollaho,
wird’s wohl nicht gewesen sein,
Hollahi, hollaho.“
Mit den Worten „Horch was kommt von draußen rein!“ ist eine Tagung zum Thema „Transport und Übergabe von chirurgischen Notfallpatienten“ in Graz überschrieben.

## Hornberger Schießen

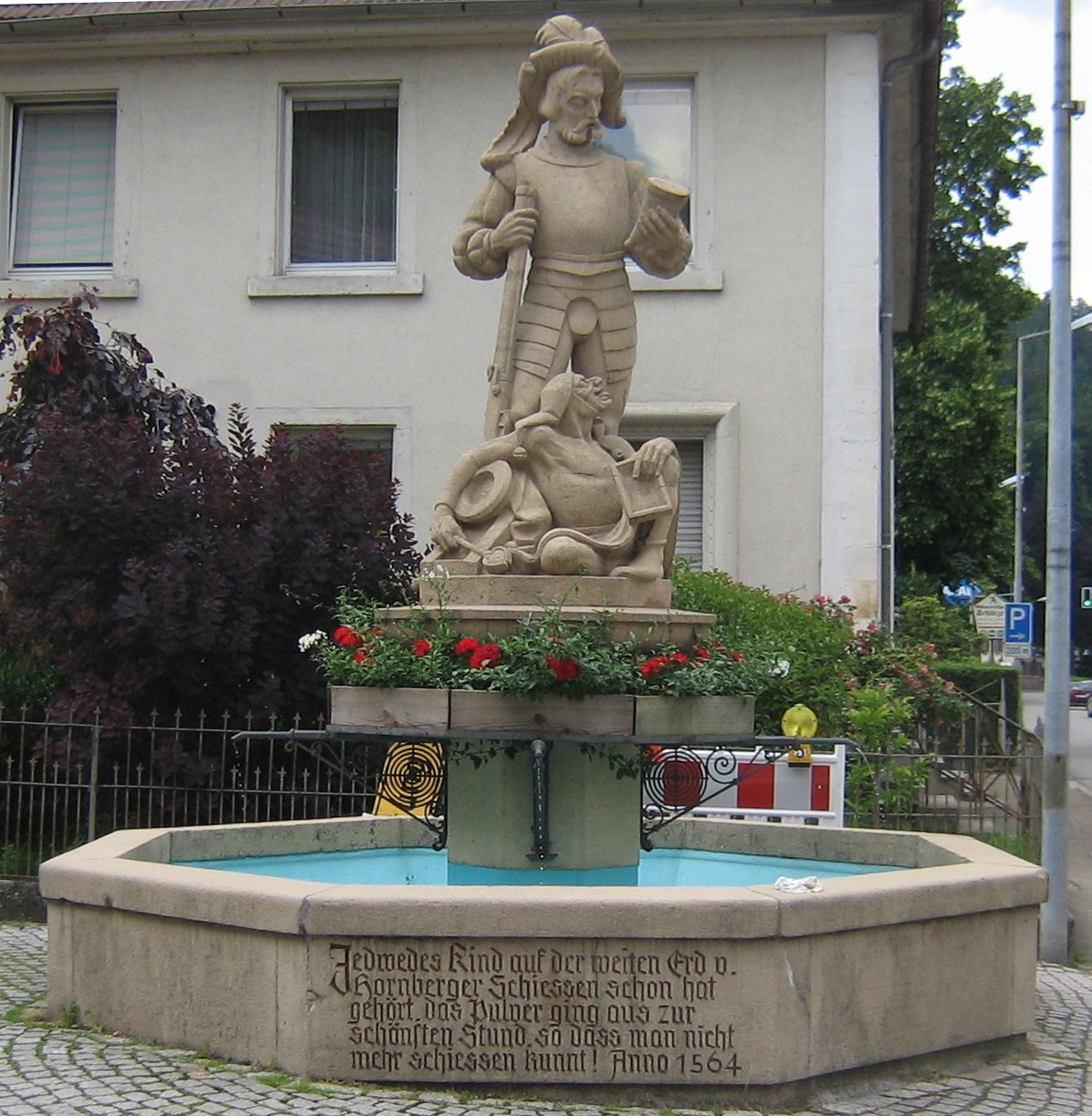
Stadtbrunnen in Hornberg, Landsknecht und Narr weisen auf das Hornberger Schießen hin

Das Hornberger Schießen ist das Ereignis, das die Redewendung „das geht aus wie das Hornberger Schießen“ hervorgebracht hat. Die Wendung wird verwendet, wenn eine Angelegenheit mit großem Getöse angekündigt wird, aber dann nichts dabei herauskommt und ohne Ergebnis endet.
Zum Hintergrund dieser Redensart existieren unterschiedliche Erklärungen. Eine davon lautet, dass sich in Hornberg anno 1564 der Herzog Christoph von Württemberg angesagt hatte. Dieser sollte mit allen Ehren und selbstverständlich mit Salut empfangen werden. Als alles bereit war, näherte sich aus der Ferne eine große Staubwolke. Alle jubelten, und die Kanonen donnerten, was das Zeug hielt. Als Auslöser der Staubwolke entpuppte sich jedoch eine Postkutsche. Der Irrtum wiederholte sich, als ein Krämerkarren und noch etwas später eine Rinderherde auf die Stadt zukam. Der Ausguck hatte jedes Mal falschen Alarm gegeben, und alles Pulver war verschossen, als der Herzog endlich kam. Einige Hornberger versuchten dann, durch Brüllen den Kanonendonner nachzuahmen.
Bereits Friedrich Schiller schreibt im Jahr 1780 im ersten Akt seines Dramas Die Räuber:
„Da ging’s aus wie’s Schießen zu Hornberg und mußten abziehen mit langer Nase.“

## Horror vacui
Horror vacui (lateinisch: „Angst vor der Leere“) war ein Begriff der scholastischen Philosophie, die glaubte, dass die Natur vor einem leeren Raum eine Abscheu habe und diesen mit allen Mitteln auszufüllen suche.
Aber schon der antike Philosoph Aristoteles beschäftigte sich mit der Frage, ob es ein Vakuum, einen Raum, in dem sich absolut nichts befindet, geben könne. Er kam in mehreren Gedankenexperimenten zu der Überzeugung, dass es kein Vakuum geben könne und bescheinigte der Natur sogar eine Abscheu vor der absoluten Leere.
Die Entdeckung, dass Luft in luftleer gepumpte Räume strömt, bestätigt diese Vorstellung später. Es ist noch nicht gelungen, ein absolutes Vakuum herzustellen.
Der Begriff wird heute im übertragenen Sinne verwendet, wenn zum Beispiel Künstler geradezu zwanghaft jede freie Fläche gestalten, siehe dazu Horror vacui (Kunst).

## Houston, wir haben ein Problem!

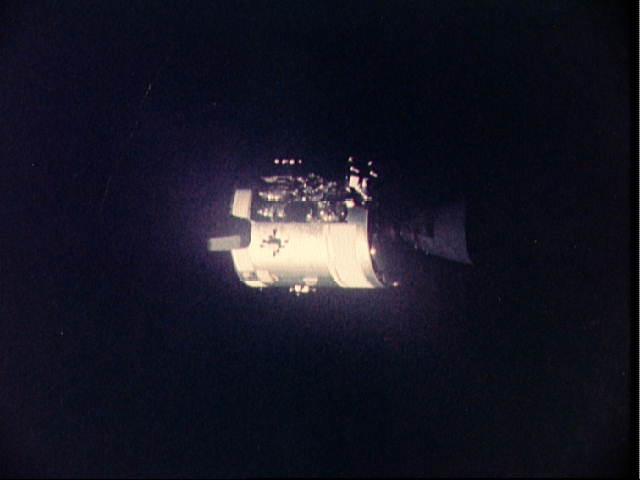
Das havarierte Servicemodul der Apollo 13 nach der Abtrennung

Der Satz „Houston, wir haben ein Problem!“ (eigentlich: „Houston, wir hatten hier ein Problem!“) stammt vom Mondflug der Apollo 13. Mit folgenden Worten meldete John „Jack“ Swigert an das Kontrollzentrum der NASA in Houston ein lebensbedrohendes Problem:
Jack Swigert, Jr. „Okay, Houston, we’ve had a problem here.“

„This is Houston. Say again please.“

James „Jim“ Lovell: „Houston, we’ve had a problem. We’ve had a main B bus undervolt.“
55 Stunden und 54 Minuten nach dem Start, über 300.000 km von der Erde entfernt, explodierte einer der Sauerstofftanks. Die Explosion von Sauerstofftank 2 riss auch ein Leck in den daneben befindlichen Tank 1. Die drei Brennstoffzellen, die mit Sauerstoff aus den beiden Tanks gespeist wurden, um Strom und Wasser zu erzeugen, konnten daher über kurz oder lang ihre Arbeit nicht mehr verrichten. Es blieb nur die Alternative, die Mission abzubrechen und Apollo 13 schnellstmöglich zurück zur Erde zu holen. Die Landung auf dem Mond wurde gestrichen und der Kurs geändert, sodass die Flugbahn um den Mond herum zurück zur Erde führte.

## Humor ist, wenn man trotzdem lacht.

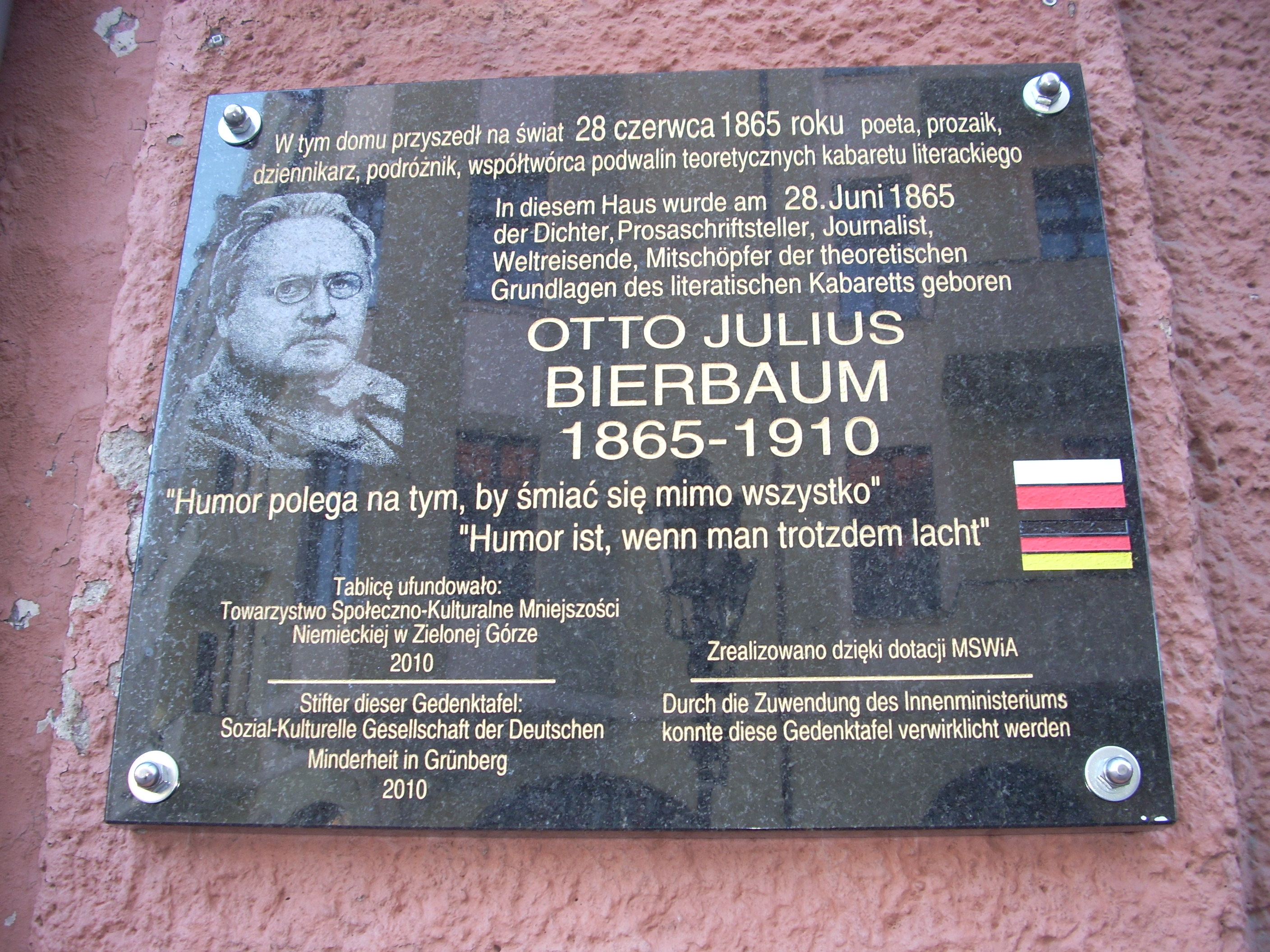
Polnische Gedenktafel für Otto Julius Bierbaum mit Spruch

Dieses Zitat stammt von dem deutschen Schriftsteller Otto Julius Bierbaum, der dieses Motto seiner 1909 erschienenen „Yankeedoodle-Fahrt und andere Reisegeschichten“ vorangestellt hat.
Oft wird es in Situationen benutzt, in denen man es am besten erachtet, Schwierigkeiten mit heiterer Gelassenheit zu begegnen. Ein Lachen ist demzufolge dann Humor, wenn es in einer Situation der Gefahr oder des Scheiterns auftritt, sich nicht gegen Dritte richtet und eine Hoffnung auf die Überwindung der Krise vermittelt.
Ein Bonmot in Anlehnung an dieses Zitat lautet:
„Auch wenn’s im Leben stürmt und kracht,
 Humor ist, wenn man trotzdem lacht“
In einer Dissertation an der Technischen Universität Braunschweig über den britischen Humor erläutert Dietmar Marhenke das Zitat so:
„Der in Deutschland als geflügeltes Wort geltende Ausspruch […] „Humor ist, wenn man trotzdem lacht“ umfasst […] eine gewisse Überlegenheit des Lachenden, der über das Paradoxe erhaben ist, indem er die Bereitschaft zur Heiterkeit zeigt, selbst wenn es nichts zu lachen gibt.“ „Beobachtungen im Alltag zeigen, dass die von dem Deutschen Bierbaum stammende Definition […] in Deutschland zwar zur Kenntnis genommen, jedoch bei Widrigkeiten überwiegend nicht in die Praxis umgesetzt wird.“
Dementsprechend wandelte schon der Essayist Sigismund von Radecki Bierbaums Feststellung in:
„Deutscher Humor ist, wenn man trotzdem nicht lacht.“

## Hunde, wollt ihr ewig leben?

Plakat zum Film Hunde, wollt ihr ewig leben von Helmuth Ellgaard

Die Frage Hunde, wollt ihr ewig leben war der Titel eines deutschen Films über die Schlacht von Stalingrad, der 1959 in die Kinos kam.
Im Vordergrund dieses Films steht die Brutalität der militärischen Logik gegenüber den Individuen und das Aufbäumen gegen sinnlose Entscheidungen, die den Menschen als zu verschleißendes Material betrachten.
Der Titel geht zurück auf den preußischen König Friedrich II., der angeblich während der Schlacht bei Kolin, die Preußen gegen Österreich verlor, seinen fliehenden Soldaten im Zorn zugerufen haben soll:
„Ihr verfluchten Racker, wollt ihr denn ewig leben?“
Abwandlungen des Zitats werden – ironisch oder zynisch – auch auf andere Personengruppen oder in Filmen angewandt, wobei sich die Anrede und/oder das Verb ändern können:
- „Zellen, wollt ihr ewig leben?“
- „Rentner, wollt ihr ewig leben?“
- „Hunde wollt ihr ewig rocken“
- „Das gilt auch für euch ihr Hunde, oder wollt ihr ewig leben?“ (Starship Troopers)

## Hundertfältig Frucht tragen

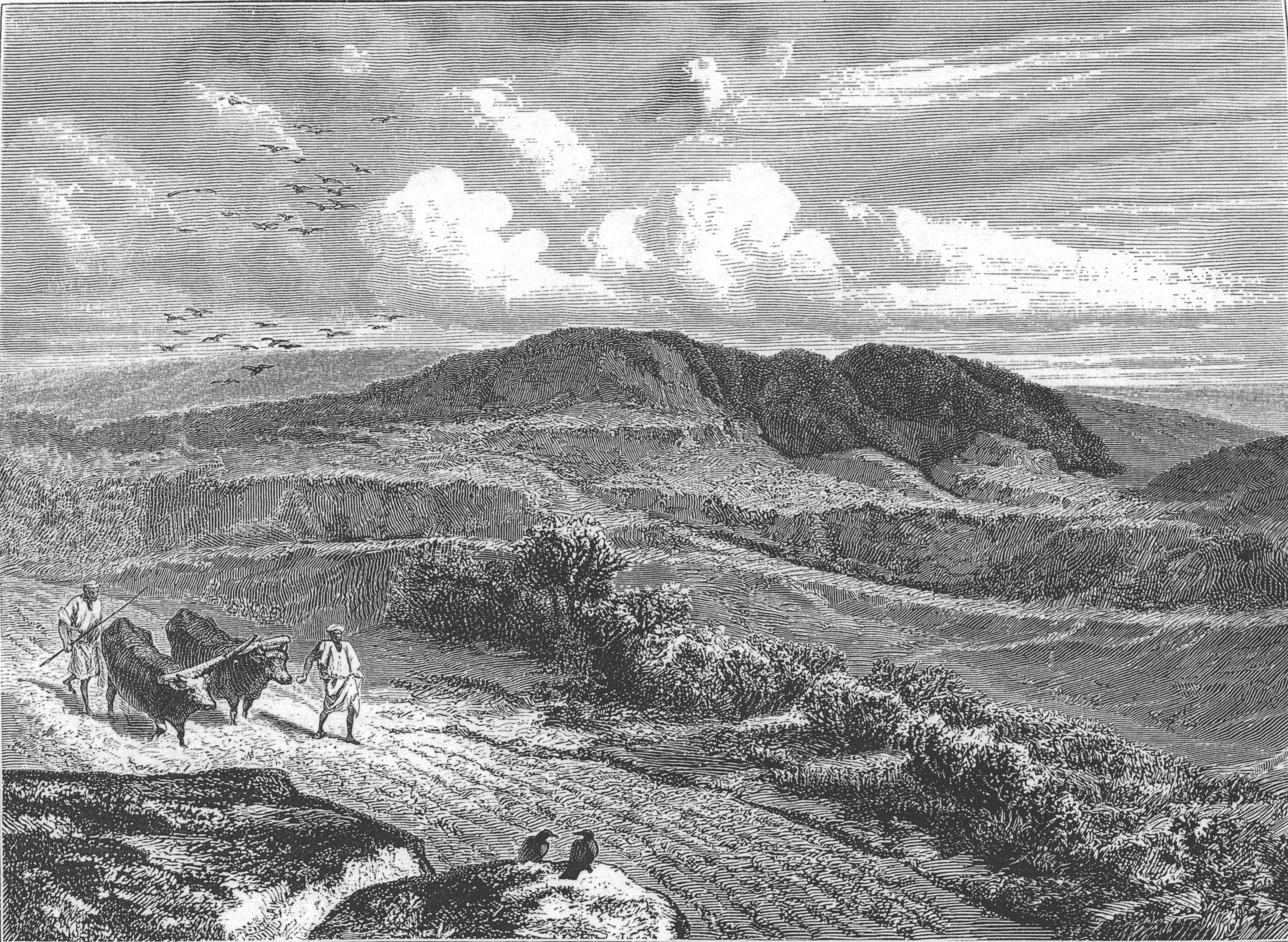
Alexandre Bida: Das Gleichnis vom Sämann

Die Redewendung geht auf das Gleichnis vom Sämann im Neuen Testament zurück.
Im Evangelium nach Matthäus heißt es:
„3 Und er redete zu ihnen mancherlei durch Gleichnisse und sprach: Siehe, es ging ein Säemann aus, zu säen. 4 Und indem er säte, fiel etliches an den Weg; da kamen die Vögel und fraßen’s auf. 5 Etliches fiel in das Steinige, wo es nicht viel Erde hatte; und ging bald auf, darum daß es nicht tiefe Erde hatte. 6 Als aber die Sonne aufging, verwelkte es, und dieweil es nicht Wurzel hatte, ward es dürre. 7 Etliches fiel unter die Dornen; und die Dornen wuchsen auf und erstickten’s. 8 Etliches fiel auf gutes Land und trug Frucht, etliches hundertfältig, etliches sechzigfältig, etliches dreißigfältig.“
Im Evangelium nach Markus heißt es:
„4 Und es begab sich, indem er säte, fiel etliches an den Weg; da kamen die Vögel unter dem Himmel und fraßen’s auf. 5 Etliches fiel in das Steinige, wo es nicht viel Erde hatte; und ging bald auf, darum daß es nicht tiefe Erde hatte. 6 Da nun die Sonne aufging, verwelkte es, und dieweil es nicht Wurzel hatte verdorrte es. 7 Und etliches fiel unter die Dornen; und die Dornen wuchsen empor und erstickten’s, und es brachte keine Frucht. 8 Und etliches fiel auf ein gutes Land und brachte Frucht, die da zunahm und wuchs; etliches trug dreißigfältig und etliches sechzigfältig und etliches hundertfältig.“

## Hunger ist der beste Koch

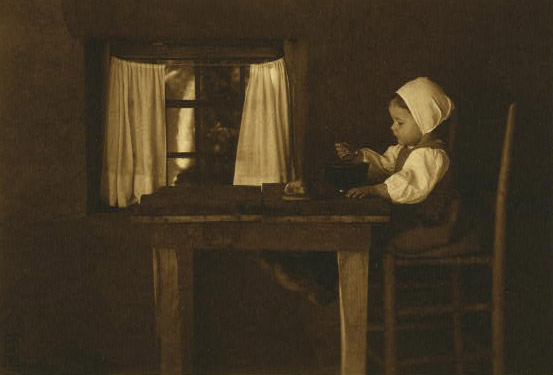
Myra Albert Wiggins, Hunger ist der beste Koch (1898)

Dieses Sprichwort findet sich erstmals bei dem mittelhochdeutschen Spruchdichter Freidank in der Form:
„Der hunger ist der beste koch / der ie wart oder wirdet noch.“
„Der Hunger ist der beste Koch, den es je gab oder noch geben wird.“
Der Gedanke findet sich schon in der Antike. So sagt Sokrates: „sodass das Verlangen nach Nahrung ihm zur Würze wird“. Bei Cicero heißt es lateinisch:
„Cibi condumentian est fames.“
„Der Speise Würze ist der Hunger.“
Die sprichwörtliche Redensart bedeutet, dass jedes Essen schmeckt, wenn man Hunger hat. Gudrun Mangold schrieb ein Buch mit Rezepten und Geschichten, dessen Titel schon das raue Leben auf der Schwäbischen Alb andeutet:
„Hunger ist der beste Koch. Karge Zeiten auf der rauen Alb“
Auch der Komponist Engelbert Humperdinck verarbeitete dieses Sprichwort in seiner Märchenoper Hänsel und Gretel. Darin lässt er im ersten Lied des Vaters diesen folgende Zeilen singen:
„Ach, wir armen, armen Leute
alle Tage so wie heute,
in dem Beutel ein großes Loch,
und im Magen ein größeres noch
rallalala, rallalala, Hunger ist der beste Koch“
Einer Sage zufolge (siehe hier) verirrte sich Kurfürst Jan Wellem bei der Jagd im Wald, wo er vor dem Verhungern bewahrt wurde.
Die Köstlichkeit des dargebotenen Eintopfes konnte jedoch später, nach Rückkehr in seine Residenz, nicht mehr erreicht werden. Seine Frage nach dem Grund wurde mit „Hunger ist der beste Koch“ beantwortet.

## Hure Babylon

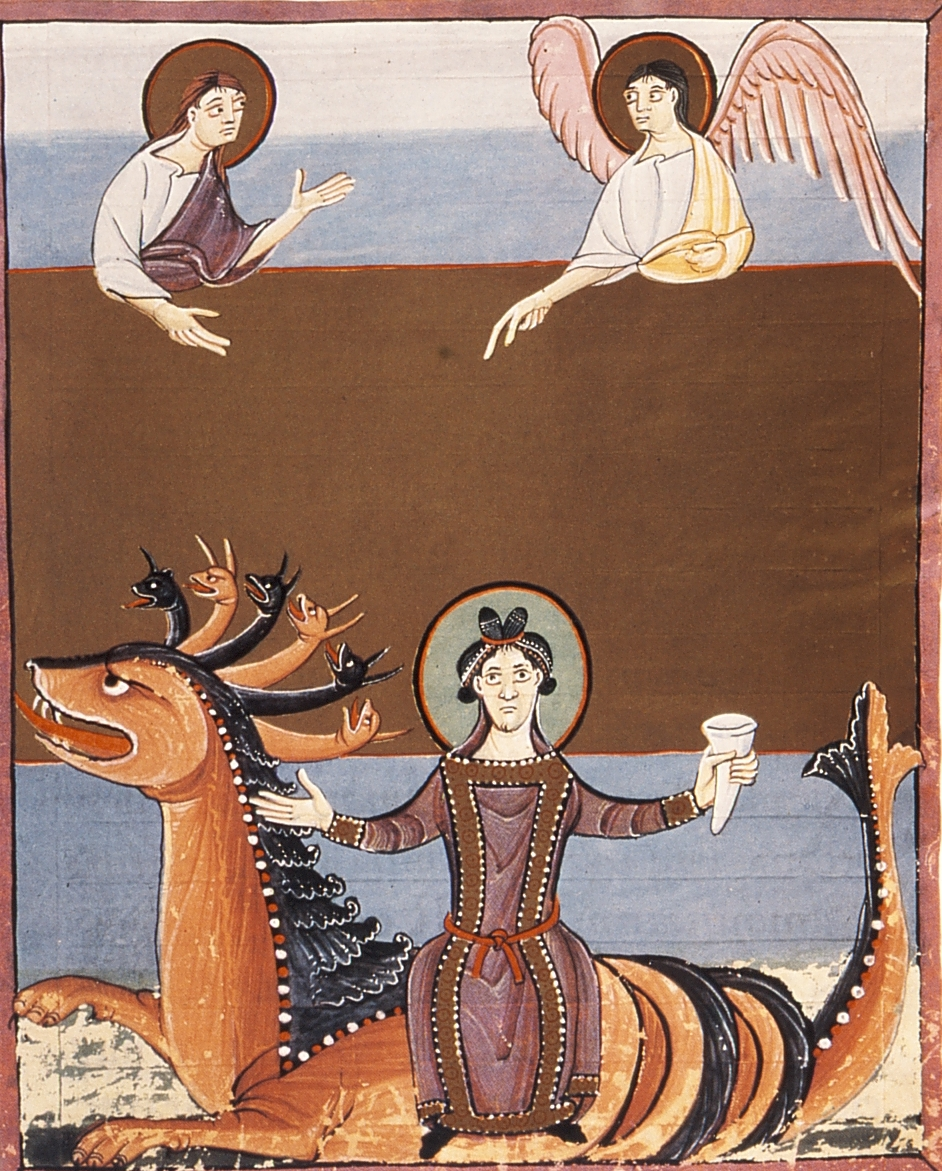
Bamberger Apocalypse: Hure Babylon sitzend auf einem scharlachfarbenen Tier mit sieben Häuptern und zehn Hörnern

Die Hure Babylon ist eine der biblischen Allegorien für die Gegner der Gläubigen im Allgemeinen und das römische Weltreich im Speziellen. Ihre wirkungsreichste Beschreibung findet sich in der Offenbarung des Johannes:
„1 Und es kam einer von den sieben Engeln, die die sieben Schalen hatten, redete mit mir und sprach zu mir: Komm, ich will dir zeigen das Urteil der großen Hure, die da an vielen Wassern sitzt; 2 mit welcher gehurt haben die Könige auf Erden; und die da wohnen auf Erden, sind trunken geworden von dem Wein ihrer Hurerei. 3 Und er brachte mich im Geist in die Wüste. Und ich sah ein Weib sitzen auf einem scharlachfarbenen Tier, das war voll Namen der Lästerung und hatte sieben Häupter und zehn Hörner.“
Hure Babylon wird eine Art menschengemachter Religiosität genannt, die ihren Ursprung in Babylon hat, wo sich schon kurz nach der Sintflut bereits wieder die alte Rebellion breit macht.
Ihre Kennzeichen sind Hurerei und Götzendienst. Die Offenbarung beschreibt die Hure so, dass eine Deutung auf die Stadt Rom und auf das römische Reich wahrscheinlich ist. Ihr Reichtum und ihre Pracht sind vergänglich, von einer Stunde auf die andere wird sie in bitterste Armut, Nacktheit und Einsamkeit gestürzt werden. Darüber werden sich die unter der Herrschaft der Hure Leidenden, allen voran die Christen, freuen.
In der Reformationszeit haben Martin Luther und John Knox die römisch-katholische Kirche als Hure Babylon bezeichnet. Heute wenden christliche Fundamentalisten diesen Ausdruck auf Landeskirchen und Freikirchen an.